# Nazionale maschile di calcio dell'Ungheria
La nazionale di calcio dell'Ungheria (in ungherese magyar labdarúgó-válogatott) è la squadra di calcio che rappresenta l'Ungheria nelle varie competizioni ufficiali o amichevoli riservate a squadre nazionali ed è posta sotto l'egida della Federazione calcistica ungherese.
È stata, sino agli anni settanta del XX secolo, una delle rappresentative più valide e temute. Conta nove partecipazioni ai campionati mondiali (finalista nel 1938 e nel 1954, ultima partecipazione nel 1986) e cinque a quelli europei, dove ha ottenuto come migliore risultato un terzo posto. Tra gli altri trofei conta anche una Coppa Internazionale (edizione 1948-1953). La nazionale olimpica ha vinto tre ori (1952, 1964, 1968), record di successi nella competizione.
Tra i calciatori più famosi che vi hanno giocato ci sono Ferenc Puskás e Flórián Albert (Pallone d'oro 1967). Proprio Ferenc Puskás, nel 2004, è stato il giocatore scelto dalla Federazione nazionale come Golden Player, ovvero il miglior calciatore del primo mezzo secolo di vita dell'UEFA, oltre che l'unico ungherese inserito dal grande Pelé nei FIFA 100, lista dei migliori cento calciatori della storia stilata per commissione della FIFA stessa per celebrarne il centenario (2004).
Il posizionamento più alto raggiunto dalla nazionale nella classifica mondiale della FIFA è il 18º posto, occupato ad aprile e maggio 2016, mentre il peggiore è l'87º posto del luglio 1996. L'Ungheria occupa attualmente il 32º posto della graduatoria.
Gioca tradizionalmente in maglia rossa, pantaloncini bianchi e calzettoni verdi.

## Storia

### Primi anni e sviluppo (1875-1918)
Il primo incontro tra la nazionale ungherese e quella austriaca doveva in origine essere una sfida riservata a rappresentative solo di Vienna e di Budapest, le due più importanti città dell'Impero, ma poiché furono impiegati i migliori calciatori tesserati dalle due Federazioni, la MLSZ e la ÖFB più tardi dichiararono la partita ufficiale.
 Austria -  Ungheria 
Austria: Nauss; Wachuda, Eipeldauer; Hüttl, Blässy, Mössmer; Wiesner, Huber, Schrammel, Studnicka, Taurer. Allenatore: Commissione Tecnica Federale.
Ungheria: Bádonyi; Berán, Gabrovitz; Koltai, Pozsonyi, Bayer; Buda, Steiner, Pokorny, Hajós, Oláh. Allenatore: Gillemot.
Arbitro: Shires ( Inghilterra)
Marcatori: 5' Taurer, 10' Huber, ?' Studnicka, ?' Studnicka, ?' Studnicka.
Spettatori: 500
Il gioco del calcio approda in Ungheria a partire già dagli anni settanta del XIX secolo, importato dagli inglesi. Le prime fonti attestate sul nuovo football risalgono al 1879, quando Lajos Molnár pubblica un libro in cui sono esposte delle metodologie di lavoro atletiche ad esso attinenti. Più tardi, nel 1890, il giornale Sport-Világ cura un opuscolo in cui illustra il regolamento di questo sport grazie a Mihály Bély e Manó Szaffka.
In virtù dell'Ausgleich l'Ungheria ha diritto ad avere una federazione calcistica separata da quella austriaca, così, il 19 gennaio 1901, nasce la Magyar Labdarúgó Szövetség (MLSZ) con presidente Géza Jász.
Nello stesso anno prende il via il primo campionato ungherese di calcio, che viene vinto dal Budapesti Torna Club, mentre i migliori calciatori sono selezionati per tre incontri amichevoli contro gli inglesi del Richmond AFC (sconfitta 0-4) e Surrey Wanderers (sconfitte 1-5 e 1-6). Il 12 ottobre 1902 viene invece giocata la prima partita della nazionale ungherese, che, guidata dal giornalista Ferenc Gillemot in qualità di primo Commissario tecnico e dal poliedrico atleta Alfréd Hajós in campo, viene sconfitta dall'Austria con risultato finale di 0-5.

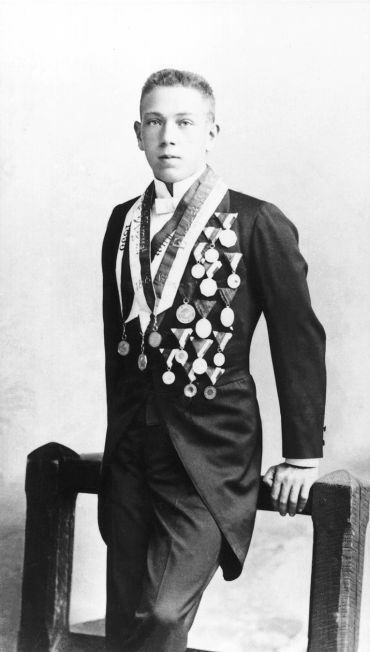
Alfréd Hajós

Come dimostrano i continui cambi di allenatore (quattro in sei anni), la rappresentativa magiara faticò all'inizio ad emergere e formare un gruppo consolidato. Frigyes Minder fu il primo selezionatore che riuscì a sollevare la squadra.
Il 26 maggio 1910 a Budapest venne programmata la seconda partita della nazionale con avversario l'Italia, guidata da Umberto Meazza. Al termine dell'incontro i magiari vinsero con il risultato di 6-1, segnando con la doppietta di Imre Schlosser e i gol di Weisz, Karoly, Dobo, Korody contro il gol dell'italiano Rizzi.
Il nucleo principale della compagine era costituito da giovani, anche minorenni, come Schlosser-Lakatos, autore di una doppietta contro gli azzurri, più volte gólkirály e più longevo calciatore in nazionale maggiore (dal 1906 al 1927), appartenente al FTC, società che tra il 1908 e il 1913 conquistò cinque campionati di fila.
Successivamente la selezione ungherese cominciò ad imporsi contro nazionali già affermate. Furono quelli, infatti, gli anni della nascita della cosiddetta scuola danubiana, che faceva capo ad Austria (nota anteguerra come Wunderteam, "squadra delle meraviglie"), Boemia e alla stessa Ungheria, i tre principali Paesi dell'Impero austro-ungarico attraversati proprio dal fiume Danubio.
Nel 1912 la nazionale ungherese partecipò ai Giochi olimpici, ma fu battuta nettamente per 7 a 0 dalla squadra del Regno Unito, uscendo dal torneo.

### Periodo interbellico (1919-1943)

#### Anni venti

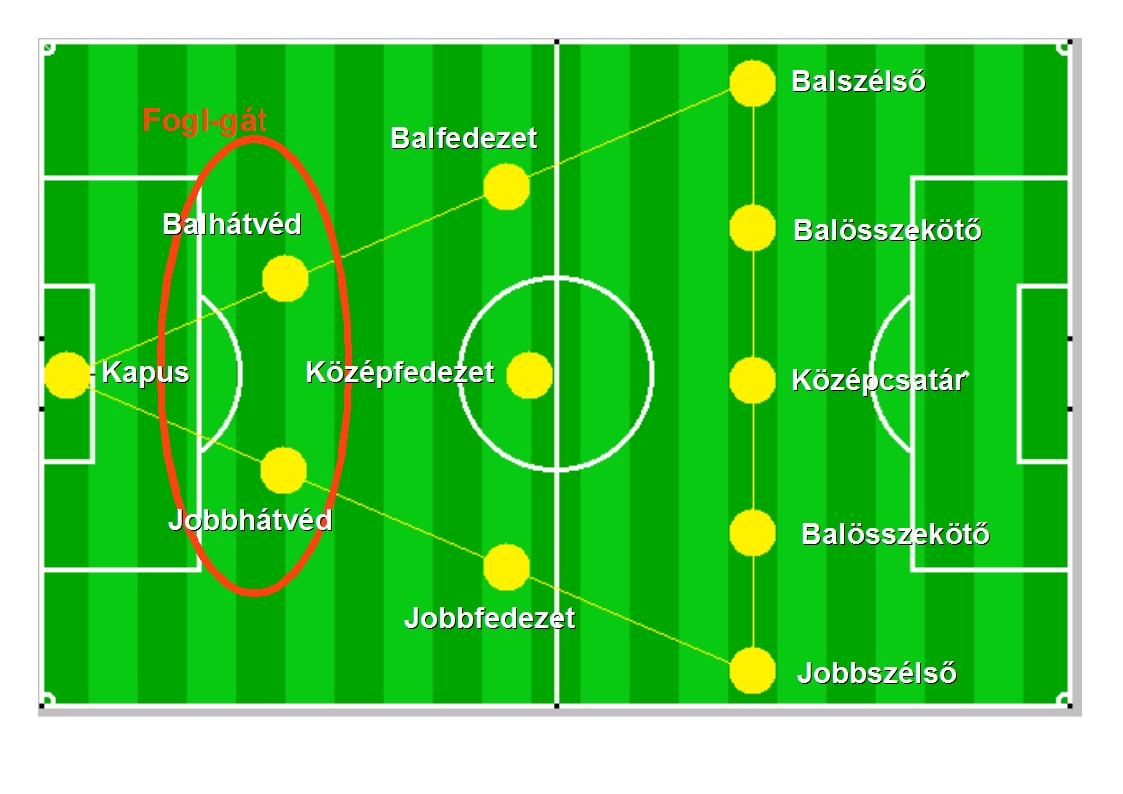
Il Fogl-Gát degli anni Venti

Nel 1919 Budapest è in concorso per ospitare i Giochi olimpici del 1920 ma il CIO assegna l'organizzazione dell'evento ad Anversa e decide di escluderne i Paesi che avevano scatenato la guerra, compresa l'Ungheria. Senza la possibilità di giocare sfide importanti, si succedono nel 1920 József Harsády e Lajos Tibor in qualità di commissari tecnici, ma con risultati molto scarsi (nessuna vittoria nell'anno solare). Il 7 ottobre 1920, contro l'Austria, Tibor schiera per la prima volta i fratelli Károly e József Fogl dell'Újpest, che resteranno titolari della nazionale per molte partite nell'arco del decennio, costituendo il celebre Fogl-Gát (o "Diga-Fogl").
Nel 1924 l'Ungheria prende parte al torneo calcistico dei Giochi olimpici di Parigi. Nel primo turno i magiari battono facilmente la Polonia per 5-0, mentre nella sfida successiva vengono sconfitti a sorpresa dall'Egitto per 3-0 nonostante le presenze, tra gli altri, di György Orth, Zoltán Opata, Béla Guttmann e Ferenc Hirzer facessero risaltare un grosso divario tecnico. I motivi della sconfitta (accolta come una disfatta dai tifosi ungheresi) sono probabilmente da imputare a un ammutinamento degli stessi calciatori nei confronti dei dirigenti federali, noto come "Grande ammutinamento del 1924". Dalla fine degli anni venti viene convocato tra le file magiare un folto numero di calciatori rumeni (tra cui ci sono Albert Ströck, Elemér Berkessy, István Avar, Mihai Tänzer, Iuliu Baratky e Iuliu Bodola) in virtù di origini ungheresi.

#### Anni trenta
Nel 1930 Mihály Pataki, da poco ritiratosi, riceve l'incarico di commissario tecnico dopo il biennio di János Földessy. L'11 maggio la squadra di Pataki si scontra a Budapest contro l'Italia di Vittorio Pozzo nella sfida decisiva per l'assegnazione della prima Coppa Internazionale. L'Ungheria viene sconfitta per 0-5 dagli atleti italiani appositamente recatisi sui luoghi della Grande guerra prima dell'incontro, guidati dal loro CT che vi aveva combattuto. Dopo tale sconfitta Pataki non viene confermato e al suo posto torna, per la quarta volta, Frigyes Minder. Nel frattempo la MLSZ, al pari di molte altre federazioni calcistiche europee, non iscrive la nazionale al primo campionato mondiale da giocarsi in Uruguay, 
Nell'autunno del 1930 Lajos Máriássy viene scelto come nuovo allenatore dei magiari. Durante il suo secondo incarico viene giocata la seconda Coppa Internazionale, che si conclude nel 1932 con la vittoria dell'Austria (che proprio in questi anni si guadagna il soprannome di Wunderteam, cioè "squadra delle meraviglie", a seguito di 14 risultati utili consecutivi) e il terzo posto dell'Ungheria. Poco dopo il termine del torneo Ödön Nádas succede a Máriássy.
Durante la gestione di Nádas l'Ungheria riesce per la prima volta a partecipare ad un campionato mondiale di calcio, quello del 1934, passando per le neo introdotte qualificazioni. I magiari riescono, infatti, a vincere il girone eliminatorio insieme all'Austria. L'Ungheria esordisce quindi in un campionato del mondo contro l'Egitto, vincendo per 4-2 agli ottavi di finale, ma viene poi estromessa dopo la sconfitta con la tradizionale rivale austriaca nel turno successivo.
Nel 1934 l'allenatore Nádas viene sostituito dal poliziotto Károly Dietz. Questi costruisce una squadra di abili ed estrosi palleggiatori intorno a György Sárosi, centravanti e all'occorrenza mezzala e centromediano sistemista, che in questo periodo si impone come miglior calciatore del mondo al pari dell'italiano Meazza e dell'austriaco Sindelar. Dietz esordisce come commissario tecnico il 14 ottobre battendo 3-1 il Wunderteam in Coppa Internazionale, torneo in cui alla fine del 1935 i magiari arrivano secondi a pari punti proprio con l'Austria.

Finale Mondiale del 1938

Nell'aprile del 1936 prende il via la sfortunata quarta edizione della Coppa internazionale, che si conclude anzitempo (nel 1938) a causa dell'Anschluss e del conseguente scioglimento della squadra austriaca mentre l'Ungheria è al primo posto. Nel frattempo, nell'estate dello stesso anno, la squadra dei dilettanti allenata da Zoltán Opata viene estromessa già al primo turno del torneo olimpico riportando una sconfitta per 3-0 con la Polonia.
Nel 1937 l'Ungheria ben figura in alcune partite, tra cui una vittoria per 8-3 contro la Cecoslovacchia con 7 gol di Sárosi (record nazionale) al celebre portiere František Plánička, che riconsegna ai magiari prestigio europeo, tanto da essere considerati testa di serie alle qualificazioni al campionato mondiale del 1938. L'Ungheria si qualifica alla competizione vincendo per 11-1 contro la Grecia nella gara unica dei play-off. I magiari esordiscono battendo le Indie Orientali Olandesi, poi superano la Svizzera nei quarti di finale e la Svezia in semifinale. In finale trovano l'Italia campione del mondo in carica guidata da Giuseppe Meazza, considerato insieme a Sárosi (e all'austriaco Matthias Sindelar) il più grande calciatore dell'epoca. Nell'incontro, giocato a Colombes, gli uomini decisivi sono però Gino Colaussi e Silvio Piola, che segnano una doppietta a testa. La partita finisce 4-2 per gli italiani (segnano per gli ungheresi Sárosi e Pál Titkos).
Dopo la finale mondiale l'Ungheria non riesce a vincere per altre sette partite, causando il licenziamento del commissario tecnico Károly Dietz e la sua sostituzione con Dénes Ginzery nel 1939. L'esordio del nuovo allenatore coincide con l'ultima partita della Polonia prima dell'invasione nazista nonché con la prima vittoria polacca contro i magiari. Nel 1941 József Fábián succede brevemente a Ginzery, che ritorna subito dopo. Nel 1942 torna Fábián per sole due partire (tra cui una sconfitta per 7-0 con la Germania), dopodiché la nazionale viene affidata a Kálmán Vághy, che la guida fino al 1943, anno in cui cessano le attività sportive a causa della seconda guerra mondiale.

### Secondo dopoguerra (1945-1948)
Liberata Budapest, nonostante l'instabilità politica del Paese nella primavera del 1945 riprende l'attività calcistica ungherese. Il Campionato è diviso in due gironi e non è presente, tra le altre squadre, il Nagyvárad campione in carica poiché rientrato nella Divizia A rumena. L'incarico di allenatore della Nazionale viene assegnato a Tibor Gallowich, già giornalista e portiere, mentre Sándor Bíró viene scelto come primo capitano del Dopoguerra. La prima partita ufficiale della nuova gestione viene giocata il 19 agosto 1945 contro l'Austria (2-0 per l'Ungheria). Nella ripetizione dell'incontro del giorno successivo Gallowich fa esordire il giovane attaccante Ferenc Puskás, che segna il suo primo gol dopo dodici minuti (vittoria 5-2).
Il 4 maggio 1947, sempre contro l'Austria, si gioca un'amichevole celebrativa per i cinquant'anni del calcio ungherese. Alfréd Hajós dà il calcio d'inizio e la partita viene vinta dagli ungheresi (di nuovo 5-2), ma il crollo della tribuna B dell'Üllői úti stadion causa circa duecento feriti. L'accaduto spinge il governo a costruire un nuovo stadio moderno e sicuro per ospitare le partite della Nazionale, che viene poi chiamato Népstadion ("Stadio del popolo"). Sempre nel 1947 l'Ungheria partecipa per la prima volta alla Coppa dei Balcani per nazioni vincendo tutti e quattro gli incontri ed aggiudicandosi il trofeo. Il centravanti magiaro Ferenc Deák (giocatore con la più alta media gol in nazionale di sempre) è capocannoniere della rassegna con 5 gol.
Nel 1948 l'Ungheria prende parte sia alla Coppa dei Balcani, in cui esordiscono il centrocampista László Kubala (prima di espatriare clandestinamente) e la mezzala Sándor Kocsis, sia alla Coppa internazionale, ma il primo torneo viene abbandonato proprio con i Magiari in testa alla classifica. Non partecipa invece ai Giochi Olimpici di Londra 1948.

### L'Aranycsapat(1949-1956)
Estromesso Ferenc Deák dal giro dei convocati, Gusztáv Sebes inizialmente inserisce Péter Palotás come suo sostituto ma nutre anche una forte ammirazione per Nándor Hidegkuti del Vörös Lobogó. Riporta infatti l'allenatore nelle sue memorie: «[...] Più volte l'avevo anche provato nella nazionale, ma senza ottenere i risultati che speravo. Hidegkuti giocava magnificamente nella sua squadra di club come ala destra, era lui che dirigeva il gioco. In nazionale, invece, ogni sua prestazione era nervosa, imprecisa. Che fosse un grande giocatore non potevo avere dubbi». In un'amichevole pre-olimpica del 1951 contro la Finlandia, Sebes, non potendo essere presente in panchina, consegna al suo vice Gyula Mándi una busta chiusa contenente la formazione. Hidegkuti apprende di essere schierato titolare solo all'apertura della busta e, avendo dormito sereno la notte precedente in quanto convinto di non dover giocare, scende in campo in tutta tranquillità realizzando una doppietta, diventando da quel momento un giocatore chiave per la squadra.
Dal punto di vista tattico Hidegkuti, pur partendo da centravanti, tende ad arretrare a centrocampo sia per difendere che per prendere la palla, costringendo il suo marcatore a lasciare un "buco" in difesa nel quale si inseriscono le mezze ali Kocsis e Puskás. Tale scambio di posizioni, ideato da Márton Bukovi al Vörös Lobogó e riproposto da Sebes, comporta il superamento del tradizionale sistema WM con il modulo MM.
Nel 1949, dopo una breve parentesi democratica, l'Ungheria diventa Repubblica Popolare ed entra a far parte del blocco filo-sovietico. La nazionale viene così affidata a scopo propagandistico all'ex meccanico, sindacalista e centromediano dell'MTK, nonché viceministro dello Sport e presidente del Comitato Olimpico in carica, Gusztáv Sebes. Sebes, allenatore molto scrupoloso, viene affiancato in un primo momento da Béla Mandik e Gábor Kompóti-Kléber e poi promosso a commissario unico dopo poche partite, e prendendo come modelli l'Italia di Vittorio Pozzo e il Wunderteam austriaco di Hugo Meisl, idea una nuova tattica di gioco che egli stesso definisce "calcio socialista", in cui tutti i calciatori condividono stesse responsabilità sia in fase offensiva che in quella difensiva e sono capaci di giocare in ogni posizione, che viene considerata alla base del calcio totale.
Sfruttando i propri incarichi istituzionali, Sebes convoglia i migliori atleti in un numero ridotto di squadre per farli abituare a giocare insieme. In nazionale pertanto al blocco di giocatori della Honvéd Budapest, la più effervescente realtà del campionato, si mescola quello proveniente dall'MTK Budapest e dai club minori. La disposizione su cui punta in un primo momento è il sistema, in cui il ruolo di centravanti è ricoperto sempre dal prolifico Ferenc Deák, ma dopo il suo abbandono nel 1949 per motivi politici (ostilità verso il regime), viene inizialmente sostituito da Péter Palotás. I risultati tuttavia non soddisfano il commissario tecnico, che decide così di adattare in quel ruolo l'ala destra Nándor Hidegkuti, che si trasforma in "centravanti arretrato".
Nel 1950 la MLSZ è costretta a rinunciare all'iscrizione al Mondiale per motivi economici, ma la squadra ottiene nelle amichevoli risultati eccellenti. Il 4 giugno 1950 i magiari battono 5-2 la Polonia, inaugurando una striscia di 32 gare senza sconfitte che si sarebbe interrotta solo nel 1954, mentre nella partita successiva, il 24 settembre 1950, battono l'Albania 12-0 stabilendo la loro miglior vittoria della storia.

#### Olimpiadi 1952
Nel 1952 la nazionale olimpica ungherese esordisce in occasione del torneo calcistico dei Giochi di Helsinki.
Non essendo il campionato nazionale professionistico, Sebes può convocare i migliori calciatori a sua disposizione (diversamente da quanto accade nei Paesi occidentali) e, molto agevolmente, vince il titolo per la prima volta nella storia del calcio magiaro. La squadra segna 20 gol in 5 partite subendone solo 2, e si mettono in evidenza quali migliori calciatori della competizione il capitano Ferenc Puskás, detto "il Colonnello" per il suo grado nell'esercito, mezzala della Honvéd trasformata in attaccante e considerato il miglior calciatore ungherese di tutti i tempi, e il suo partner offensivo Sándor Kocsis, soprannominato "Testina d'oro" per la sua abilità aerea (nonostante 1,77 metri di altezza) nonché capocannoniere della rassegna con 6 gol. Il cammino vede arrendersi ai Magiari Romania, Italia, Turchia, Svezia e Jugoslavia, con quest'ultima sconfitta in finale per 2-0 con gol di Puskás e dell'ala Zoltán Czibor. In occasione della premiazione vengono consegnati ai campioni le medaglie d'oro e dei fiori, portati da Armi Kuusela, prima Miss Universo.
L'anno successivo gli ungheresi prevalgono anche in campo mitteleuropeo trionfando nella Coppa Internazionale 1948-1953 in virtù di 27 gol fatti e 17 subiti in sole 8 partite e soprattutto di due punti di vantaggio su Cecoslovacchia e Austria. Puskás è capocannoniere del torneo con 10 reti.

#### Inghilterra-Ungheria 3-6

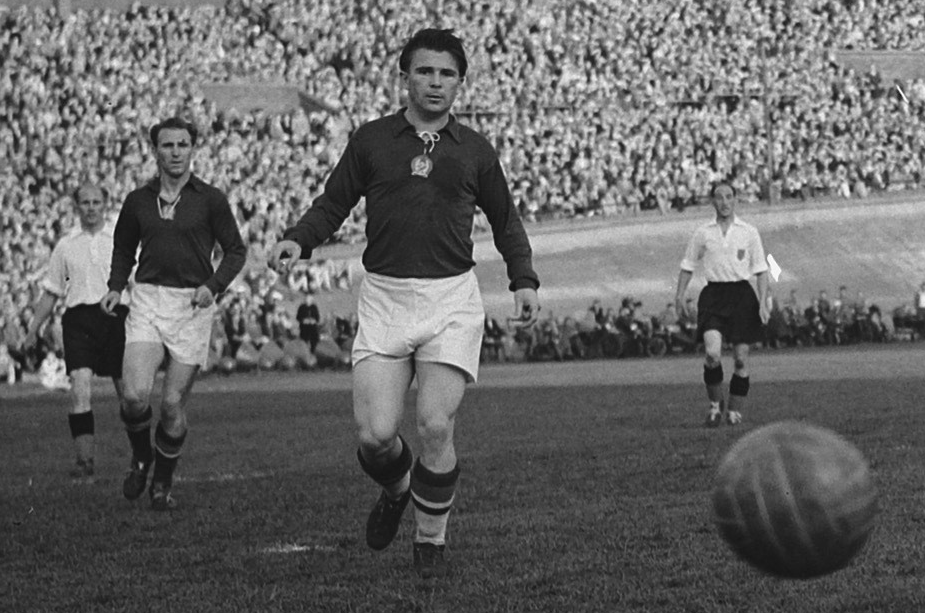
Hidegkuti (indietro a sinistra) e Puskás (a destra in primo piano) contro l' nel 1954.

La straordinaria portata dell'evento olimpico vale a Sebes un invito da Stanley Rous, presidente della FA, a giocare un'amichevole allo stadio di Wembley contro i "maestri" inglesi in occasione del novantesimo anniversario della fondazione della federazione calcistica inglese. L'attesissimo match viene stabilito per il 25 novembre 1953. Nonostante il pronto avvertimento del segretario generale del Partito Comunista Mátyás Rákosi («E se dovessimo perdere? Faccia bene attenzione!»), Sebes accetta l'invito di propria iniziativa e parte per Wembley, dove si dedica ad uno studio capillare del rimbalzo del pallone sul terreno di gioco. Tornando in Ungheria il Commissario Tecnico chiama tre volte alla settimana i suoi migliori calciatori ad allenarsi su un campo rimodellato e ampliato sullo stile di quello londinese con i pesanti palloni inglesi e poi con loro parte per la trasferta. L'Inghilterra, da sempre imbattuta in casa da squadre non britanniche (Home record), quel giorno fa registrare un netto crollo con risultato finale di 3-6 per gli Ungheresi. Secondo alcune fonti, per la tale intensità di gioco la palla non sarebbe uscita fuori dal campo per tutto il primo tempo, mentre Hidegkuti, il "centravanti arretrato", segna tre gol davanti a 100.000 spettatori. I Magiari vanno incontro alla partita che ne consacra il prestigio non solo continentale ma anche mondiale, e così il team di Sebes viene soprannominato "Aranycsapat", cioè "Squadra d'oro".
Gli inglesi vengono così invitati per la rivincita, da giocarsi il 23 maggio 1954 al Népstadion di Budapest, poco prima del Mondiale di Svizzera. Nonostante i nove cambi fatti dal coach britannico Walter Winterbottom rispetto alla squadra dell'anno prima i Magiari, schierati invece con la stessa formazione (eccezion fatta per József Tóth al posto di László Budai), confermano la loro lezione di calcio infliggendo agli avversari la peggiore sconfitta della loro storia (7-1). Segnano Mihály Lantos, poi Puskás, Kocsis (due volte), Hidegkuti, Tóth e di nuovo Puskás.
Qualche mese dopo, un apposito comitato presieduto proprio da Sebes costituisce l'UEFA, nuovo organo di controllo del calcio europeo. La confederazione nasce ufficialmente il 15 giugno del 1954 a Basilea e vi aderisce anche la MLSZ, mentre Sebes ne diviene vicepresidente, restando in carica sino al 1960.

#### Mondiale 1954

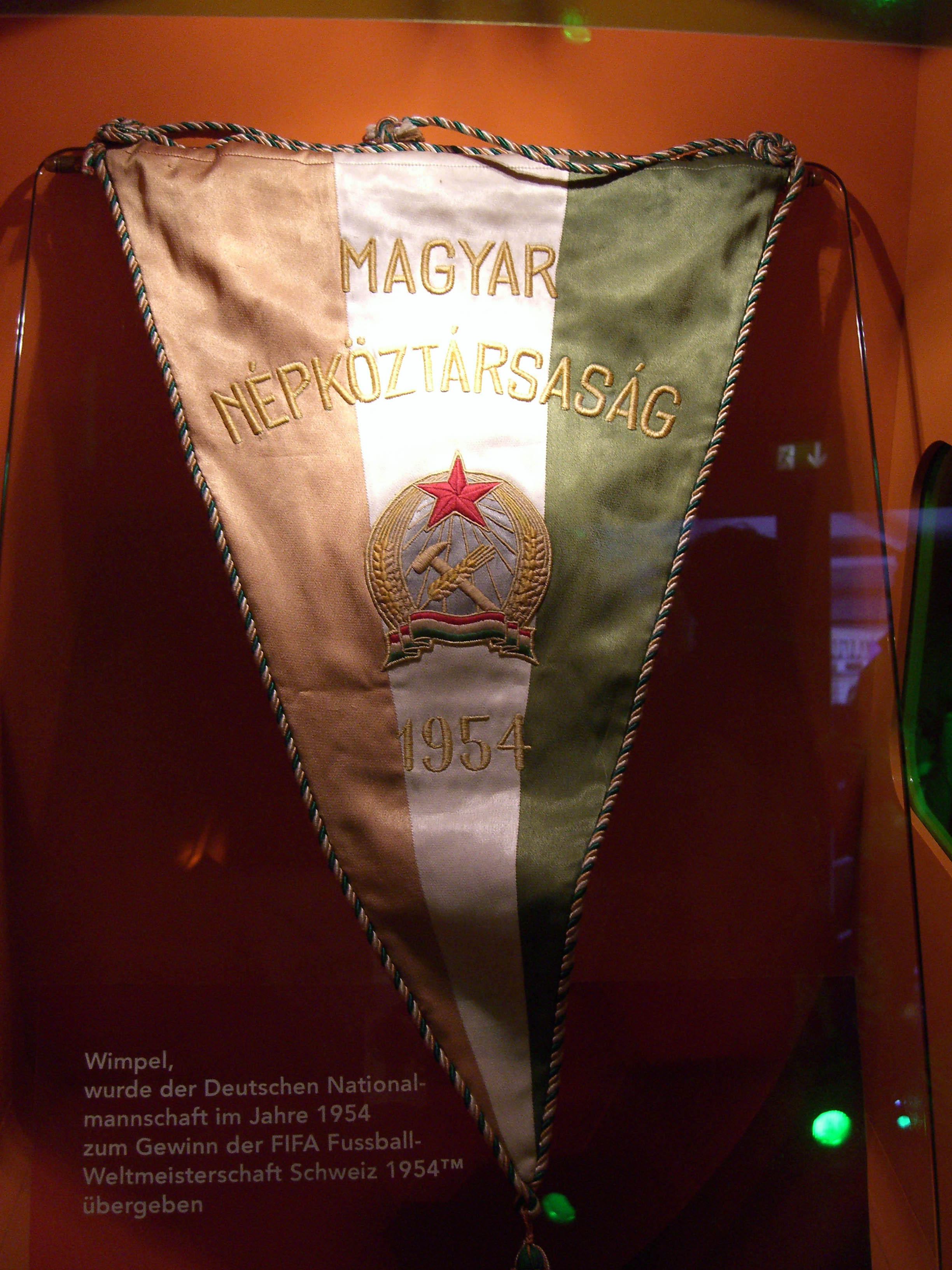
Gagliardetto ungherese del Mondiale svizzero

La nazionale ungherese si qualifica direttamente al Mondiale del 1954 a causa del ritiro della Polonia dai turni preliminari. La spedizione magiara guidata da Sebes si presenta in Svizzera con tutti i suoi campioni, e dunque con il favore del pronostico. Nel primo turno, Corea del Sud e Germania Ovest vengono effettivamente superate con facilità (9-0 e 8-3), ma nel secondo incontro un intervento del tedesco Werner Liebrich costringe Puskás ad abbandonare il campo anzitempo. L'Ungheria si trova così ad affrontare il Brasile e l'Uruguay senza il suo capitano.

Finale Mondiale del 1954

Sia il quarto di finale con i Brasiliani, passato alla storia come Battaglia di Berna a causa della durezza del gioco e delle risse scatenatesi in campo, sia la semifinale con l'Uruguay campione in carica vengono vinte dai Magiari per 4-2. In finale si ritrovano contro la Germania Ovest. Puskás gioca in condizioni non ottimali ma gli Ungheresi riescono a passare lo stesso in vantaggio per 2-0, salvo poi subire la rimonta tedesca che porta il risultato finale sul 2-3. Il punteggio si conserva fino alla fine dell'incontro per l'annullamento di un gol proprio di Puskás per fuorigioco e il titolo di campione del mondo passa ai tedeschi.
La finale del Mondiale del 1954 diviene famosa come Miracolo di Berna e segna la fine dell'imbattibilità ungherese dopo oltre quattro anni di risultati utili consecutivi, striscia eguagliata e superata solo da Brasile, Spagna e Italia (35 di fila le prime due, 37 gli Azzurri). Nonostante ciò alla fine del torneo Gyula Grosics viene eletto miglior portiere e Sándor Kocsis è capocannoniere con 11 gol facendo registrare il record in un singolo Mondiale fino a quel momento.

#### La fine della leggenda

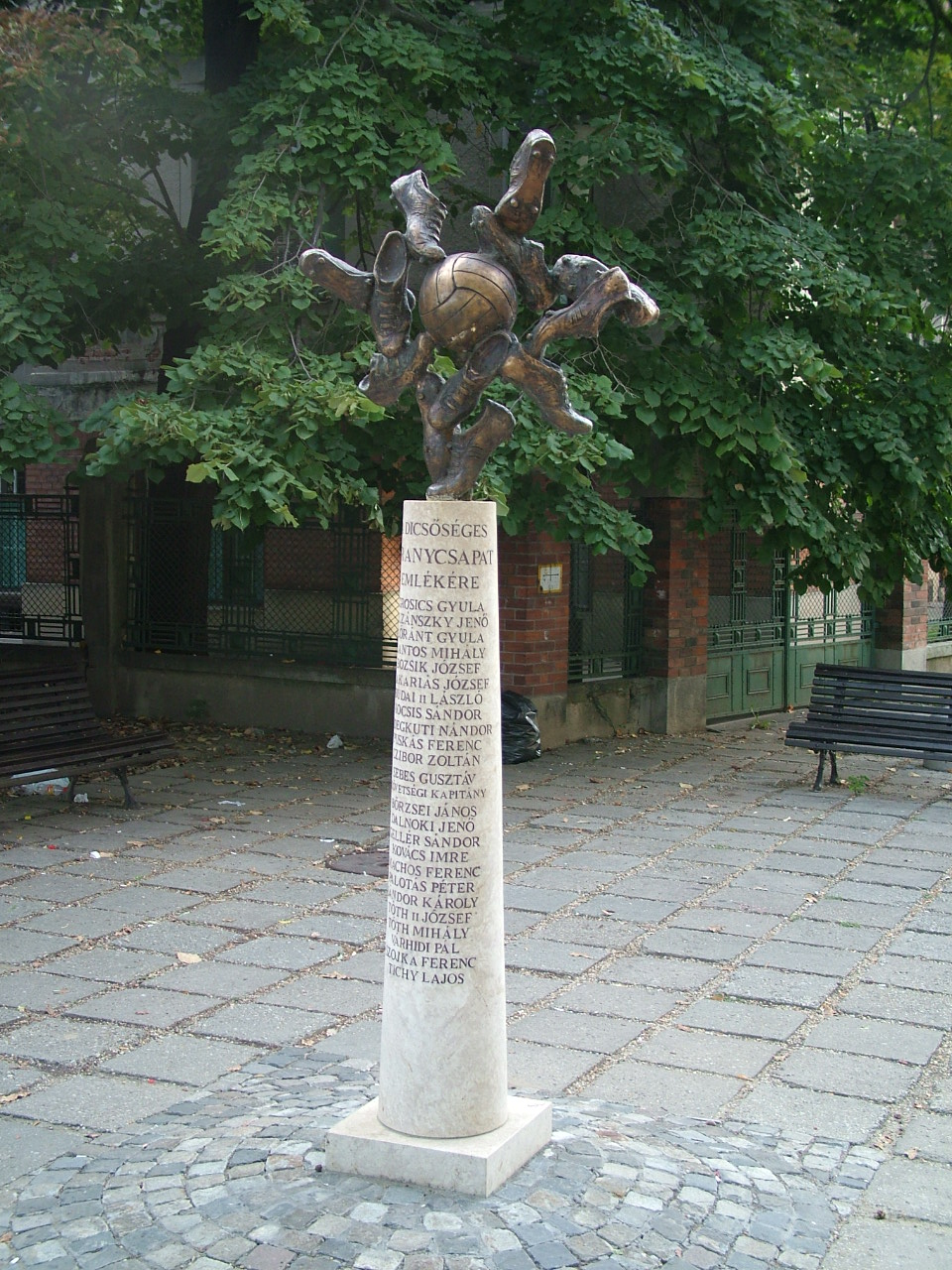
Monumento alla memoria dell'Aranycsapat a Seghedino

Al ritorno in patria la squadra e il Commissario tecnico sono soggetti all'umiliazione e alle ingiurie dei compatrioti. Sebes viene imputato di aver fatto giocare Puskás nonostante la precaria condizione fisica e di aver invertito le ali spostando Czibor a destra e Mihály Tóth a sinistra. Nelle sue memorie il CT afferma che la scelta di schierare Puskás derivava da un colloquio con Kocsis, in aperta difficoltà per la mancanza di una spalla che lo aiutasse a smarcarsi, mentre l'inversione delle ali era stata una scelta tecnica dovuta alle caratteristiche del terzino avversario Werner Kohlmeyer. Si diffonde inoltre la falsa notizia che Mihály Tóth fosse il marito segreto della figlia di Sebes, diceria peraltro smentita all'arrivo di quest'ultimo alla dogana nazionale dove dimostra al capo del comitato di ricevimento Zoltán Vas che la sua unica figlia ha solo undici anni. Grosics, invece, racconterà anni dopo di intimidazioni dai vertici del regime: «[...] In serata arrivarono le più alte cariche politiche. Rákosi fece un discorso, il secondo posto era un buon risultato, e poi disse: "Nessuno di voi deve preoccuparsi di essere punito per questa partita" [...]. Sapevo che intendeva esattamente l'opposto. Sapevo che qualcosa di brutto sarebbe accaduto. Mi ero scontrato più volte con l'ÁVH, la polizia di Stato. Sentivo di avere paura. Avevo ragione». Difatti poco dopo il calciatore viene arrestato con l'accusa di tradimento e spionaggio.
Nonostante il saccheggio da parte dei tifosi in piazza Baross a Budapest e le pressioni della moglie preoccupata, Sebes rifiuta le dimissioni e la squadra ricomincia un ciclo di risultati utili che dura altri due anni. Nelle prime sei partite del 1956, l'Ungheria vince una sola volta contro il Libano e Sebes viene esonerato dalla Federazione. Gli succede Márton Bukovi, altro allenatore conosciuto per il suo calcio offensivo nonché suo assistente negli ultimi mesi, che infatti non stravolge il lavoro tattico del suo predecessore. Il 23 settembre 1956 l'Ungheria di Bukovi fa cadere anche l'imbattibilità in casa dell'Unione Sovietica dopo 32 anni. Nell'ottobre dello stesso anno, invece, mentre la Honvéd si trova all'estero per una tournée mondiale, scoppia la celebre rivolta ungherese repressa proprio dai carri armati sovietici. I calciatori più importanti della Honvéd, ovvero Puskás (creduto morto durante la guerriglia urbana), Czibor e Kocsis decidono di non rientrare in Ungheria scegliendo l'esilio.

### Periodo post-rivoluzione (1956-1958)

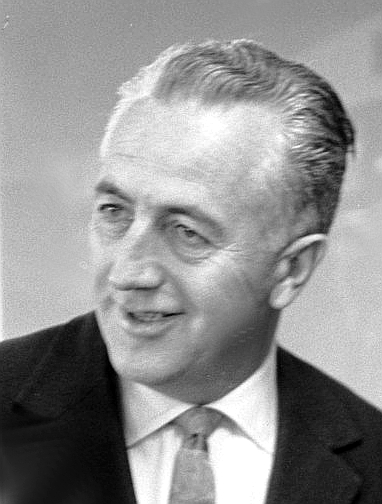
Lajos Baróti, l'allenatore del nuovo corso

Con la rivoluzione finisce il mito dell'Aranycsapat. Alla ripresa delle attività sportive gli unici calciatori della grande squadra del passato ancora disponibili per essere convocati sono Grosics, scagionato dopo 13 mesi per mancanza di evidenza ma comunque allontanato da Budapest, Budai, Hidegkuti, che diventa il nuovo capitano, e József Bozsik, centromediano della Honvéd considerato tra i migliori in attività nonché fermo sostenitore del Partito Socialista e deputato al Parlamento. Márton Bukovi guida invece la nazionale per altre tre partite e nell'estate del 1957 viene sostituito da una commissione provvisoria composta da Lajos Baróti, Károly Lakat e Károly Sós che riesce ad ottenere la qualificazione al Mondiale del 1958. Dopo aver conquistato il Campionato 1957 con il Vasas Baróti viene scelto come Commissario unico debuttando il 22 dicembre 1957 contro la Germania Est (sconfitta per 1-0). A Lakat viene invece affidata la Selezione olimpica.
Al Mondiale Baróti affianca ad Hidegkuti, confermato al centro dell'attacco, alcuni giovani emergenti tra cui Lajos Tichy, Dezső Bundzsák e Máté Fenyvesi. Gli altri ruoli sono invece integrati con i giocatori del Vasas (Sárosi, Berendi, Kárpáti). Il primo turno si rivela difficoltoso, e alla fine dei tre incontri Ungheria e Galles sono appaiate con tre punti al secondo posto dietro alla Svezia e davanti al Messico. Non esistendo regole per valutare la classifica avulsa viene stabilita una data di spareggio tra le due seconde per determinare chi avrebbe passato il turno. Il 17 giugno 1958 l'Ungheria viene sconfitta 2-1 dal Galles ed eliminata dal torneo. Hidegkuti, che aveva saltato la sfida con il Messico e lo spareggio, decide di ritirarsi dal calcio giocato e la fascia di capitano passa a Grosics.

### Anni Sessanta (1959-1969)
Baróti resta alla guida della nazionale anche dopo il Mondiale. Nel 1958 l'Ungheria partecipa alle qualificazioni per il primo Campionato europeo organizzato dall'UEFA, ma viene eliminata dall'Unione Sovietica. Nel frattempo si conclude anche l'edizione 1955-1960 della Coppa Internazionale, che dal 1960 viene definitivamente sostituita dall'Europeo. I Magiari chiudono al secondo posto dietro alla Cecoslovacchia a causa anche del pareggio all'ultima giornata contro l'Italia, mentre Tichy vince il titolo di capocannoniere con sette gol (quarto ungherese diverso nella storia della competizione).
Proprio nel 1960 la nazionale olimpica partecipa anche ai Giochi di Roma dopo essersi qualificata vincendo il girone con Cecoslovacchia e Austria. I Magiari arrivano imbattuti in semifinale, dove vengono sconfitti dalla Danimarca. Vincono invece la finale per il terzo posto con l'Italia aggiudicandosi la medaglia di bronzo.

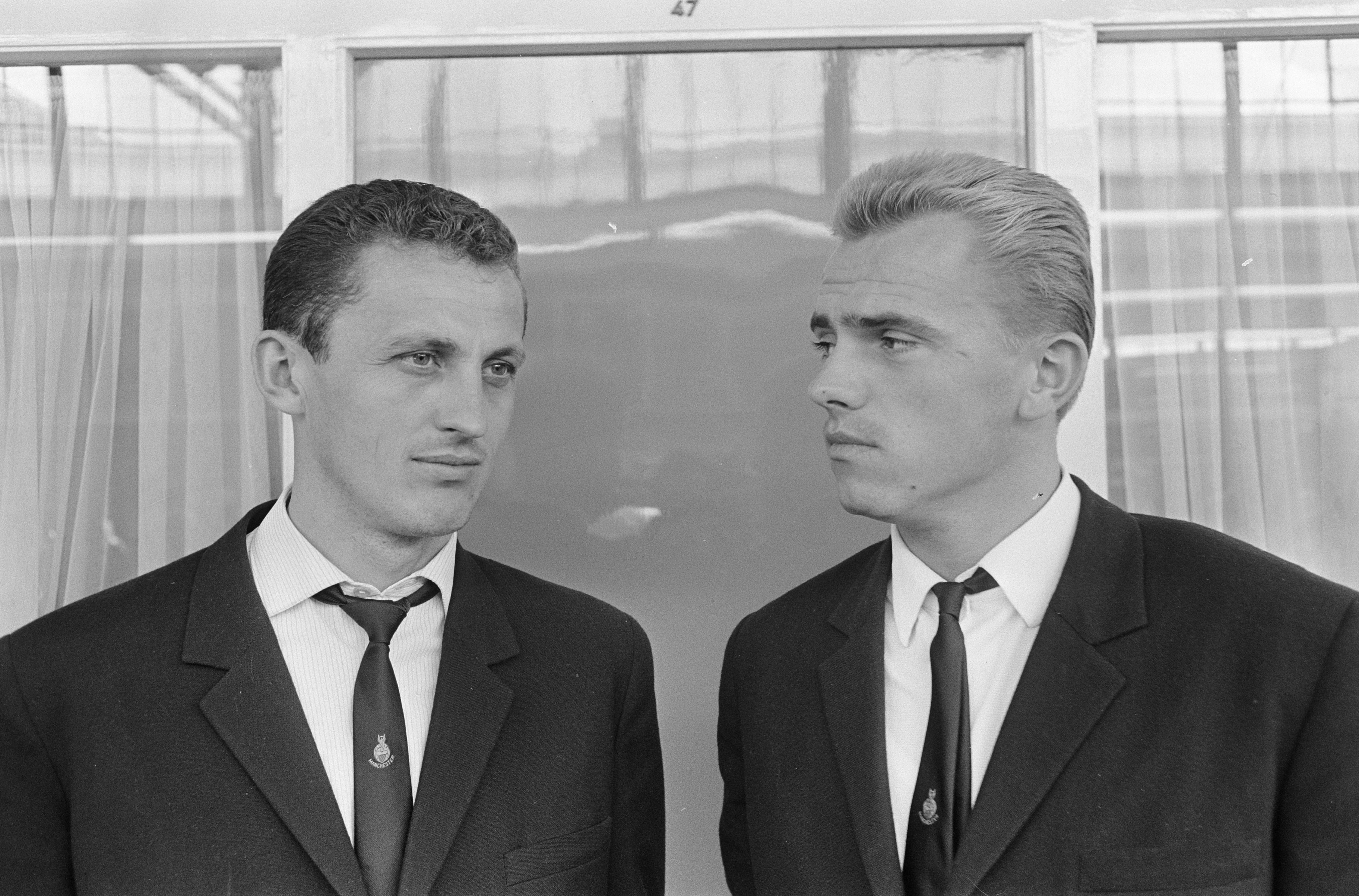
Flórián Albert e Kálmán Mészöly

Tra l'ottobre 1960 e l'ottobre 1961 l'Ungheria vince il girone valido per le qualificazioni al Mondiale 1962. Nell'estate dell'anno successivo prende parte alla rassegna in Cile eliminando nella prima fase Inghilterra, Argentina e Bulgaria, salvo poi subire una sconfitta decisiva nei quarti di finale con la Cecoslovacchia. Il giovane attaccante Flórián Albert del Ferencváros (che aveva rilevato il ruolo di Hidegkuti) vince l'onorificenza di miglior marcatore del torneo con altri cinque calciatori (Garrincha, Vavá, Leonel Sánchez, Dražan Jerković e Valentin Ivanov), mentre Grosics e Bozsik lasciano la nazionale.
Il 1964 vede l'Ungheria impegnata in due competizioni, l'Europeo e l'Olimpiade. I Magiari si qualificano per la prima volta ad un Europeo eliminando il Galles, la Germania Est (allenata proprio da Károly Sós) e la Francia, che a sorpresa aveva a sua volta eliminato l'Inghilterra. Nella fase finale, giocata in Spagna, all'Ungheria si contrappone in semifinale proprio la nazionale di casa, mancante delle "stelle" del Real Madrid (Gento, Di Stefano, Santamaría e proprio Puskás) per scelta tecnica, che riesce ad imporsi (2-1) solo dopo i tempi supplementari. I Magiari devono accontentarsi così del terzo posto, che viene conquistato (3-1) contro la più modesta Danimarca e anche in questo caso dopo i supplementari grazie al gol di Ferenc Bene e della doppietta su calcio piazzato di Dezső Novák.
Alle Olimpiadi invece l'Ungheria, affidata di nuovo a Károly Lakat dopo due anni con Béla Volentik, conquista la seconda medaglia d'oro della sua storia. Eliminate Svezia e Spagna nelle qualificazioni, la squadra di Lakat vince tutti e cinque gli incontri tra primo turno e finale, dove trionfa contro la Cecoslovacchia (2-1). Bene conquista la classifica dei marcatori con dodici reti segnate, di cui sei contro il Marocco e quattro contro la Repubblica Araba Unita.

### Anni 1970 e 1980

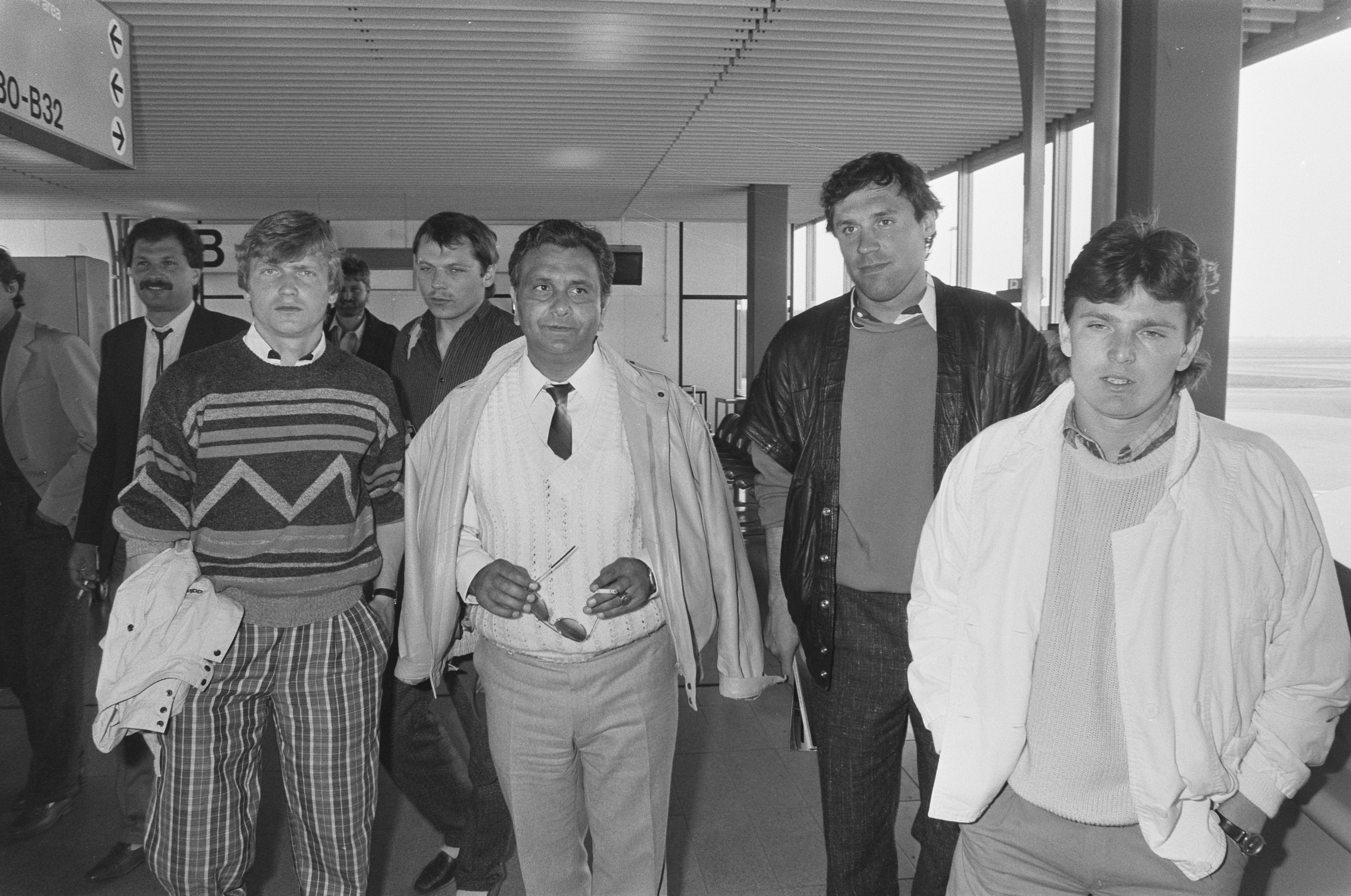
Da sinistra: Détári, Kiprich, il CT Verebes, Híres e Sallai nel 1987.

Qualificatasi al campionato europeo 1972 in un girone comprendente Bulgaria, Francia e Norvegia e dopo aver sconfitto la Romania nei quarti, la compagine ungherese cedette all'Unione Sovietica nelle semifinali: l'incontro di consolazione con il Belgio si risolse a favore di quest'ultimo, relegando i danubiani al quarto posto.
Alla positiva esperienza continentale fece seguito un decennio sostanzialmente incolore, con la squadra che — pur compiendo numerosi avvicendamenti alla guida tecnica — riuscì a qualificarsi solo alla fase finale del campionato del mondo 1978. Nel 1981 gli ungheresi strapparono il biglietto per il campionato mondiale 1982 sopravanzando nelle eliminatorie l'Inghilterra, pur avendo perso con i britannici entrambe le sfide. Ad aprire il torneo fu la storica affermazione contro El Salvador, con il punteggio-record di 10-1; nella giornata successiva l'Ungheria fu però battuta dall'Argentina per 4-1, poi il pareggio contro il Belgio impedì il passaggio al secondo turno.
Fallita la partecipazione al campionato europeo 1984, i magiari si riscattarono prendendo parte al campionato mondiale 1986. Allenato da György Mezey, l'undici ungherese — forte del talento di Lajos Détári e presentatosi al torneo dopo un 3-0 rifilato al Brasile nell'amichevole del 16 marzo 1986 — non superò la prima fase, iniziata perdendo nettamente contro l'Unione Sovietica (6-0); sconfitto il Canada per 2-0, la formazione magiara perse con la Francia, venendo eliminata dalla rassegna.

### Anni 1990 e 2000
La fugace apparizione al mondiale messicano rappresentò per lungo tempo l'ultima presenza della compagine in un torneo internazionale. Gli anni 1990 coincisero, infatti, con un netto declino sotto il profilo dei risultati. L'unico exploit si registrò nelle eliminatorie per il campionato mondiale 1998, con l'accesso agli spareggi: nelle gare decisive per la partecipazione al torneo i magiari furono, però, surclassati dalla Jugoslavia, impostasi per 7-1 a Budapest e per 5-0 a Belgrado. Deludenti risultarono, invece, le successive campagne di qualificazione ai campionati europei e ai campionati mondiali, con la squadra danubiana relegata a ruoli di secondo piano nel panorama calcistico internazionale.
A livello di singoli incontri è da segnalare l'amichevole del 22 agosto 2007, in cui i magiari — già estromessi dalla corsa per il campionato europeo 2008 — sconfissero per 3-1 l'Italia campione del mondo. Durante la fase eliminatoria del campionato mondiale 2014, l'Ungheria subì dai Paesi Bassi una tra le disfatte più pesanti della propria storia (8-1).

### Anni 2010
Nel settembre 2014, poco dopo l'inizio delle qualificazioni al campionato europeo 2016, il commissario tecnico Attila Pintér fu sostituito da Pál Dárdai. Nell'estate 2015 questi lasciò posto a Bernd Storck, capace di riportare i magiari a competere per il titolo europeo dopo ben 44 anni e alla fase finale di un torneo internazionale dopo 30. Ammessa ai play-off in ragione del terzo posto dietro Irlanda del Nord e Romania, la compagine ungherese superò la Norvegia nella doppia sfida di spareggio. Cominciato il torneo con una vittoria sull'Austria (2-0), gli ungheresi ottennero il primato nel girone pareggiando con Islanda e Portogallo. Agli ottavi di finale furono eliminati dal Belgio con un netto 4-0.
La ripresa manifestata in occasione del campionato europeo costituì tuttavia un acuto isolato, dacché i magiari fallirono in seguito la qualificazione al campionato del mondo 2018, dopo aver perso anche contro Andorra durante le eliminatorie.

### Anni 2020
Passata nel giugno 2018 nelle mani del CT italiano Marco Rossi, subentrato dopo la brevissima e fallimentare gestione del belga Georges Leekens, la selezione ungherese terminò in seconda posizione nel proprio raggruppamento di Lega C della UEFA Nations League 2018-2019, venendo comunque promossa in Lega B per via di modifiche nel formato della competizione. I magiari conclusero poi al penultimo posto il proprio girone eliminatorio del campionato europeo 2020. Ammessi agli spareggi in virtù del piazzamento nella UEFA Nations League, i magiari riuscirono a qualificarsi alla fase finale del torneo dopo aver superato la Bulgaria in semifinale e l'Islanda in finale. Pochi giorni dopo aver centrato la seconda qualificazione consecutiva al campionato d'Europa, l'Ungheria ottenne anche la promozione nella Lega A della UEFA Nations League, vincendo il proprio girone di Lega B dell'edizione 2020-2021 del torneo con un bilancio di 3 successi in 6 partite.
Al campionato europeo 2020, tenutosi nel 2021 stante il rinvio dovuto alla pandemia di COVID-19, l'Ungheria trovò nel girone Germania, Francia e Portogallo e raccolse due punti, dopo la sconfitta per 0-3 contro il Portogallo e i pareggi per 1-1 contro la Francia e per 2-2 contro la Germania. I magiari furono gli unici eliminati del girone. Nel proprio girone di Lega A della UEFA Nations League 2022-2023 la squadra registrò poi notevoli progressi, battendo per due volte l'Inghilterra, ottenendo un pari e una vittoria contro la Germania e contendendo il primo posto all'Italia, che ebbe la meglio in casa contro i magiari e, battendoli a Budapest nell'ultimo decisivo incontro, negò loro l'accesso alla final four sopravanzandoli di un punto in classifica.
Qualificatasi al campionato d'Europa 2024 come prima classificata del proprio girone eliminatorio, la nazionale magiara fu sorteggiata in un difficile girone, con i padroni di casa della Germania, la Svizzera e la Scozia. Dopo aver perso le prime due gare, per 1-3 contro gli svizzeri e per 0-2 contro i tedeschi, nell'ultima partita sconfisse la Scozia per 1-0 grazie a un gol messo a segno al decimo minuto di recupero del secondo tempo e chiuse il girone con 3 punti, ma la speranza di accedere agli ottavi di finale come una delle quattro migliori terze classificate svanì a seguito dei risultati maturati nei giorni successivi negli altri gironi. L'Ungheria risultò, infatti, quinta nella graduatoria delle sei terze, dietro alla Slovenia per una peggiore differenza reti, e fu pertanto eliminata dal torneo al primo turno.

## Strutture

### Stadi
L'impianto che solitamente ospita le partite della nazionale ungherese era il Ferenc Puskás Stadion, situato nella XIV circoscrizione di Budapest. Costruito nel 1948 con l'ausilio di volontari e soldati, è stato ultimato nel 1953 ed inaugurato con il nome di Népstadion (Stadio del popolo) a scopo propagandistico dal governo socialista. La capienza originaria era di circa 104.000 posti, poi ridotti a 56.000. Dopo il crollo del socialismo, lo stadio ha mantenuto la propria denominazione fino al 2002, quando è stato intitolato al grande Ferenc Puskás. Il primo incontro dei Magiari tenutosi nell'impianto è stato giocato il 15 novembre 1953 (amichevole Ungheria-Svezia 2-2), ha ospitato anche le gare interne del Debreceni VSC per la Champions League 2009-2010 e l'Europa League 2010-2011 ed ogni anno è sede delle finali di Magyar Kupa e Magyar Szuper Kupa. All'allora Népstadion è stata inoltre giocata anche la storica partita vinta 7-1 dagli Ungheresi contro l'Inghilterra. Nel 2017, a seguito della totale demolizione del vecchio impianto, iniziarono i lavori di ostruzione del nuovo stadio ricostruito con il nome di Puskás Aréna, teatro di alcuni incontri degli Europei 2020.
L'Ungheria ha giocato le prime gare interne al Millenáris Sportpálya di Budapest, che è rimasto stabilmente lo stadio della nazionale dall'esordio in casa nel 1903 (Ungheria-Cecoslovacchia 2-1) fino al 1911 (Ungheria-Svizzera 9-0), prima di essere trasformato in velodromo. Alle gare ufficiali vanno poi aggiunte le tre amichevoli con squadre inglesi che hanno preceduto il debutto della nazionale A.
Dopo il 1911 l'Ungheria ha alternato i suoi incontri tra lo Üllői úti Stadion (ribattezzato Albert Flórián Stadion dal 2007) e lo Hungária körúti stadion (chiamato Nándor Hidegkuti Stadion dal 2002), rispettivamente gli impianti storici del Ferencváros e dell'MTK Budapest, cioè le due franchigie più titolate del campionato tra gli anni dieci e quaranta. Tra le partite giocate allo Üllői úti si ricorda una delle tre massime vittorie dei Magiari (13-1 con la Francia). Dal 1939 l'Ungheria ha lasciato lo Hungária körúti continuando ad esibirsi a Ferencváros fino al crollo di una tribuna il 4 maggio 1947 durante un in incontro con l'Austria. Dopo la sfida il governo decise la costruzione del nuovo stadio, appunto il Népstadion. Tra il 1948 e il 1952 (inaugurazione del Népstadion) l'Ungheria ha giocato perlopiù al Megyeri úti stadion (dal 2003 Ferenc Szusza Stadion, progettato da Alfréd Hajós) e solo saltuariamente allo Üllői úti.
Alcune partite, infine, sono state giocate dall'Ungheria anche in altri stadi, in genere amichevoli o sfide con avversari modesti. Gli impianti minori che hanno ospitato la nazionale ungherese si trovano non solo a Budapest ma anche nel resto del Paese, e sono in particolare l'Illovszky Rudolf Stadion, situato a Angyalföld (XIII circoscrizione di Budapest), la ZTE Aréna di Zalaegerszeg, il Sóstói Stadion di Székesfehérvár (utilizzato dal 1974), l'ETO Park di Győr e l'Oláh Gábor utcai stadion di Debrecen. Nel 2015 i Magiari debuttano in nuovi impianti voluti dal Governo: la Groupama Arena, stadio di proprietà del Ferencváros costruito dopo l'abbattimento dell'Albert Flórián Stadion, e il Nagyerdei Stadion, sostituto dell'Oláh Gábor utcai stadion e di proprietà del Debrecen.

## Colori e simboli
- Stemma Kossuth (1902-1940 circa)
- Stemma Rákosi (1949-1956)
- Stemma Kádár (1957-1989)
- Piccolo blasone d'Ungheria (1990-)

- Colori dell'Ungheria nel 2008

Sin dagli esordi l'Ungheria ha sempre giocato le partite in casa con una divisa che ricordava la bandiera nazionale, composta cioè da maglia rossa, pantaloncini bianchi e calzettoni verdi. Da quando la tedesca Adidas è diventata fornitore ufficiale della selezione magiara (1970) sono state poi aggiunte decorazioni e stilizzazioni bianche e, occasionalmente, verdi su maglia e calzettoni e rosse sui pantaloncini.
La prima divisa è cambiata sostanzialmente poco nel corso degli anni, anzi sono mutati solo pochi particolari: nei primi anni Dieci la casacca prevedeva il collo con laccetto, poi scomparso dopo gli anni Trenta; in seguito, durante il periodo d'oro dell'Aranycsapat si preferì adottare il "collo a V", resistito sino agli Ottanta, ripreso brevemente nei Novanta e scomparso definitivamente nei Duemila, mentre il colore, inizialmente scuro, è diventato un rosso più caldo con il passare degli anni.
La seconda divisa invece è stata generalmente sempre bianca (maglia e calzettoni) e rossa (pantaloncini). Caso unico è la variante in uso tra gli anni Dieci e i Cinquanta, che prevedeva una tripla banda orizzontale sul petto rossa, bianca e verde e che, anche in questo caso rimandante alla tricolore ungherese.
Sul cuore è cucito lo stemma nazionale (il "Szent Koronás címer"), a differenza di molte altre squadre che espongono il logo della federazione. Con il passare degli anni si sono inoltre succeduti anche i diversi stemmi imposti dall'occupazione comunista del Paese (il "Rákosi-címer" e il "Kádár-címer"), in origine posti sotto la punta della "V" del colletto. Pur essendo stati introdotti nel 1938, i numeri hanno fatto la comparsa sul retro delle maglie solo negli anni Cinquanta, come mostrato dai filmati d'epoca e, in particolare, il primo Mondiale in cui sono stati indossati dagli Ungheresi è stato quello del 1954. Dal 2008 i numeri sono accompagnati anche dai nomi dei calciatori.

### Evoluzione della divisa

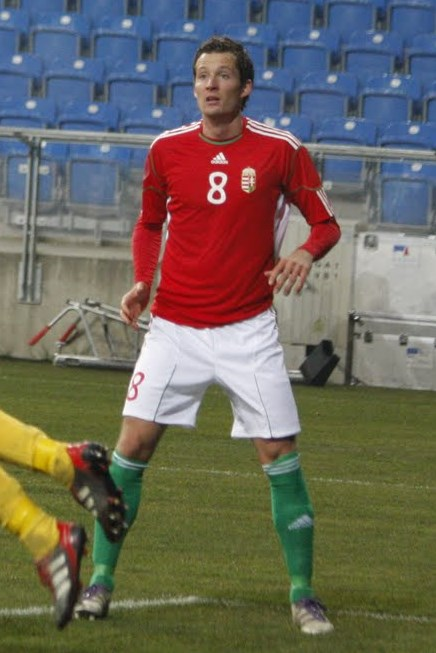
La divisa del 2011 di Dániel Tőzsér firmata da adidas

| 1902-1912                                                                                        | 1902-1912                                                                                        | 1902-1912 | 1902-1912 |
| ------------------------------------------------------------------------------------------------ | ------------------------------------------------------------------------------------------------ | --------- | --------- |
| Casa                                                                                             | Trasferta                                                                                        |           |           |
| Manica sinistra · Maglietta · Maglietta · Manica destra · Pantaloncini · Calzettoni · Calzettoni | Manica sinistra · Maglietta · Maglietta · Manica destra · Pantaloncini · Calzettoni · Calzettoni |           |           |
| Nessun fornitore                                                                                 |                                                                                                  |           |           |

| 1912-1930                                                                                        | 1912-1930                                                                           | 1912-1930 | 1912-1930 |
| ------------------------------------------------------------------------------------------------ | ----------------------------------------------------------------------------------- | --------- | --------- |
| Casa                                                                                             | Trasferta                                                                           |           |           |
| Manica sinistra · Maglietta · Maglietta · Manica destra · Pantaloncini · Calzettoni · Calzettoni | Manica sinistra · Maglietta · Maglietta · Manica destra · Pantaloncini · Calzettoni |           |           |
| Nessun fornitore                                                                                 |                                                                                     |           |           |

| 1930-1945                                                                                        | 1930-1945                                                                           | 1930-1945 | 1930-1945 |
| ------------------------------------------------------------------------------------------------ | ----------------------------------------------------------------------------------- | --------- | --------- |
| Casa                                                                                             | Trasferta                                                                           |           |           |
| Manica sinistra · Maglietta · Maglietta · Manica destra · Pantaloncini · Calzettoni · Calzettoni | Manica sinistra · Maglietta · Maglietta · Manica destra · Pantaloncini · Calzettoni |           |           |
| Nessun fornitore                                                                                 |                                                                                     |           |           |

| 1945-1949                                                                                        | 1945-1949                                                                           | 1945-1949 | 1945-1949 |
| ------------------------------------------------------------------------------------------------ | ----------------------------------------------------------------------------------- | --------- | --------- |
| Casa                                                                                             | Trasferta                                                                           |           |           |
| Manica sinistra · Maglietta · Maglietta · Manica destra · Pantaloncini · Calzettoni · Calzettoni | Manica sinistra · Maglietta · Maglietta · Manica destra · Pantaloncini · Calzettoni |           |           |
| Nessun fornitore                                                                                 |                                                                                     |           |           |

| 1949-1956                                                                                        | 1949-1956                                                                           | 1949-1956 | 1949-1956 |
| ------------------------------------------------------------------------------------------------ | ----------------------------------------------------------------------------------- | --------- | --------- |
| Casa                                                                                             | Trasferta                                                                           |           |           |
| Manica sinistra · Maglietta · Maglietta · Manica destra · Pantaloncini · Calzettoni · Calzettoni | Manica sinistra · Maglietta · Maglietta · Manica destra · Pantaloncini · Calzettoni |           |           |
| Nessun fornitore                                                                                 |                                                                                     |           |           |

| 1970-1973                                                                                        | 1970-1973                                                                           | 1970-1973 | 1970-1973 |
| ------------------------------------------------------------------------------------------------ | ----------------------------------------------------------------------------------- | --------- | --------- |
| Casa                                                                                             | Trasferta                                                                           |           |           |
| Manica sinistra · Maglietta · Maglietta · Manica destra · Pantaloncini · Calzettoni · Calzettoni | Manica sinistra · Maglietta · Maglietta · Manica destra · Pantaloncini · Calzettoni |           |           |
| Le Coq Sportif                                                                                   |                                                                                     |           |           |

| 1978-1980 | 1978-1980                                                                           | 1978-1980 | 1978-1980 |
| --- | ----------------------------------------------------------------------------------- | --------- | --------- |
| Casa | Trasferta                                                                           |           |           |
| Manica sinistra · Manica sinistra · Maglietta · Maglietta · Manica destra · Manica destra · Pantaloncini · Pantaloncini · Calzettoni | Manica sinistra · Maglietta · Maglietta · Manica destra · Pantaloncini · Calzettoni |           |           |
| adidas |                                                                                     |           |           |

| 1982-1984 | 1982-1984                                                                           | 1982-1984 | 1982-1984 |
| --- | ----------------------------------------------------------------------------------- | --------- | --------- |
| Casa | Trasferta                                                                           |           |           |
| Manica sinistra · Manica sinistra · Maglietta · Maglietta · Manica destra · Manica destra · Pantaloncini · Pantaloncini · Calzettoni · Calzettoni | Manica sinistra · Maglietta · Maglietta · Manica destra · Pantaloncini · Calzettoni |           |           |
| adidas |                                                                                     |           |           |

| Casa | Trasferta                                                                           |
| Manica sinistra · Manica sinistra · Maglietta · Maglietta · Manica destra · Manica destra · Pantaloncini · Pantaloncini · Calzettoni · Calzettoni | Manica sinistra · Maglietta · Maglietta · Manica destra · Pantaloncini · Calzettoni |
| adidas |                                                                                     |

| Casa | Trasferta                                                                           |
| Manica sinistra · Manica sinistra · Maglietta · Maglietta · Manica destra · Manica destra · Pantaloncini · Pantaloncini · Calzettoni · Calzettoni | Manica sinistra · Maglietta · Maglietta · Manica destra · Pantaloncini · Calzettoni |
| adidas |                                                                                     |

| 2000-2002 | 2000-2002                                                                           | 2000-2002 | 2000-2002 |
| --- | ----------------------------------------------------------------------------------- | --------- | --------- |
| Casa | Trasferta                                                                           |           |           |
| Manica sinistra · Manica sinistra · Maglietta · Maglietta · Manica destra · Manica destra · Pantaloncini · Pantaloncini · Calzettoni · Calzettoni | Manica sinistra · Maglietta · Maglietta · Manica destra · Pantaloncini · Calzettoni |           |           |
| adidas |                                                                                     |           |           |

| 2002-2004 | 2002-2004                                                                           | 2002-2004 | 2002-2004 |
| --- | ----------------------------------------------------------------------------------- | --------- | --------- |
| Casa | Trasferta                                                                           |           |           |
| Manica sinistra · Manica sinistra · Maglietta · Maglietta · Manica destra · Manica destra · Pantaloncini · Pantaloncini · Calzettoni · Calzettoni | Manica sinistra · Maglietta · Maglietta · Manica destra · Pantaloncini · Calzettoni |           |           |
| adidas |                                                                                     |           |           |

| 2004-2006 | 2004-2006                                                                           | 2004-2006 | 2004-2006 |
| --- | ----------------------------------------------------------------------------------- | --------- | --------- |
| Casa | Trasferta                                                                           |           |           |
| Manica sinistra · Manica sinistra · Maglietta · Maglietta · Manica destra · Manica destra · Pantaloncini · Pantaloncini · Calzettoni · Calzettoni | Manica sinistra · Maglietta · Maglietta · Manica destra · Pantaloncini · Calzettoni |           |           |
| adidas |                                                                                     |           |           |

| 2006-2007 | 2006-2007                                                                           | 2006-2007 | 2006-2007 |
| --- | ----------------------------------------------------------------------------------- | --------- | --------- |
| Casa | Trasferta                                                                           |           |           |
| Manica sinistra · Manica sinistra · Maglietta · Maglietta · Manica destra · Manica destra · Pantaloncini · Pantaloncini · Calzettoni · Calzettoni | Manica sinistra · Maglietta · Maglietta · Manica destra · Pantaloncini · Calzettoni |           |           |
| adidas |                                                                                     |           |           |

| 2007-2008 | 2007-2008                                                                           | 2007-2008 | 2007-2008 |
| --- | ----------------------------------------------------------------------------------- | --------- | --------- |
| Casa | Trasferta                                                                           |           |           |
| Manica sinistra · Manica sinistra · Maglietta · Maglietta · Manica destra · Manica destra · Pantaloncini · Pantaloncini · Calzettoni · Calzettoni | Manica sinistra · Maglietta · Maglietta · Manica destra · Pantaloncini · Calzettoni |           |           |
| adidas |                                                                                     |           |           |

| 2008-2009 | 2008-2009                                                                           | 2008-2009 | 2008-2009 |
| --- | ----------------------------------------------------------------------------------- | --------- | --------- |
| Casa | Trasferta                                                                           |           |           |
| Manica sinistra · Manica sinistra · Maglietta · Maglietta · Manica destra · Manica destra · Pantaloncini · Pantaloncini · Calzettoni · Calzettoni | Manica sinistra · Maglietta · Maglietta · Manica destra · Pantaloncini · Calzettoni |           |           |
| adidas |                                                                                     |           |           |

| 2009-2010 | 2009-2010 | 2009-2010 | 2009-2010 |
| --- | --- | --------- | --------- |
| Casa | Trasferta |           |           |
| Manica sinistra · Manica sinistra · Maglietta · Maglietta · Manica destra · Manica destra · Pantaloncini · Pantaloncini · Calzettoni · Calzettoni | Manica sinistra · Manica sinistra · Maglietta · Maglietta · Manica destra · Manica destra · Pantaloncini · Pantaloncini · Calzettoni · Calzettoni |           |           |
| adidas | |           |           |

| 2010-2012 | 2010-2012 | 2010-2012 | 2010-2012 |
| --- | --- | --------- | --------- |
| Casa | Trasferta |           |           |
| Manica sinistra · Manica sinistra · Maglietta · Maglietta · Manica destra · Manica destra · Pantaloncini · Pantaloncini · Calzettoni · Calzettoni | Manica sinistra · Manica sinistra · Maglietta · Maglietta · Manica destra · Manica destra · Pantaloncini · Pantaloncini · Calzettoni · Calzettoni |           |           |
| adidas | |           |           |

| 2012-2014 | 2012-2014 | 2012-2014 | 2012-2014 |
| --- | --- | --------- | --------- |
| Casa | Trasferta |           |           |
| Manica sinistra · Manica sinistra · Maglietta · Maglietta · Manica destra · Manica destra · Pantaloncini · Pantaloncini · Calzettoni · Calzettoni | Manica sinistra · Manica sinistra · Maglietta · Maglietta · Manica destra · Manica destra · Pantaloncini · Pantaloncini · Calzettoni · Calzettoni |           |           |
| adidas | |           |           |

## Rivalità
Pur non essendo una Nazionale molto blasonata, l'Ungheria è comunque protagonista di alcune "sfide storiche" che per motivi storici, culturali ed etnici sono particolarmente sentite dal pubblico e dai calciatori.

### Austria
Con l'Austria c'è un legame speciale per gli ungheresi, in quanto le due compagini danubiane si sono contrapposte oltre 130 volte e nel primo Novecento davano vita al "derby" dell'Impero austro-ungarico.
Con il passare del tempo si è assistito a sfide molto appassionanti, dagli anni trenta (in cui sfidavano il Wunderteam, privo di elementi singoli di grande caratura ma caratterizzato da una fitta rete di passaggi e da improvvisi cambi di posizione che disorientavano gli avversari, e l'Ungheria di György Sárosi, Gyula Zsengellér, Pál Titkos e István Avar), sino ad oggi.
Durante gli anni cinquanta l'Aranycsapat si imponeva senza difficoltà su tutti gli avversari e, naturalmente, anche sull'Austria (6-1; 4-3; ancora 4-3; 3-2; 1-0; 4-1; ancora 6-1; 2-0). Una curiosità: il 14 ottobre 1956 è l'ultima partita della leggendaria Aranycsapat. I due gol che liquidano l'Austria sono di Ferenc Puskás e Károly Sándor.

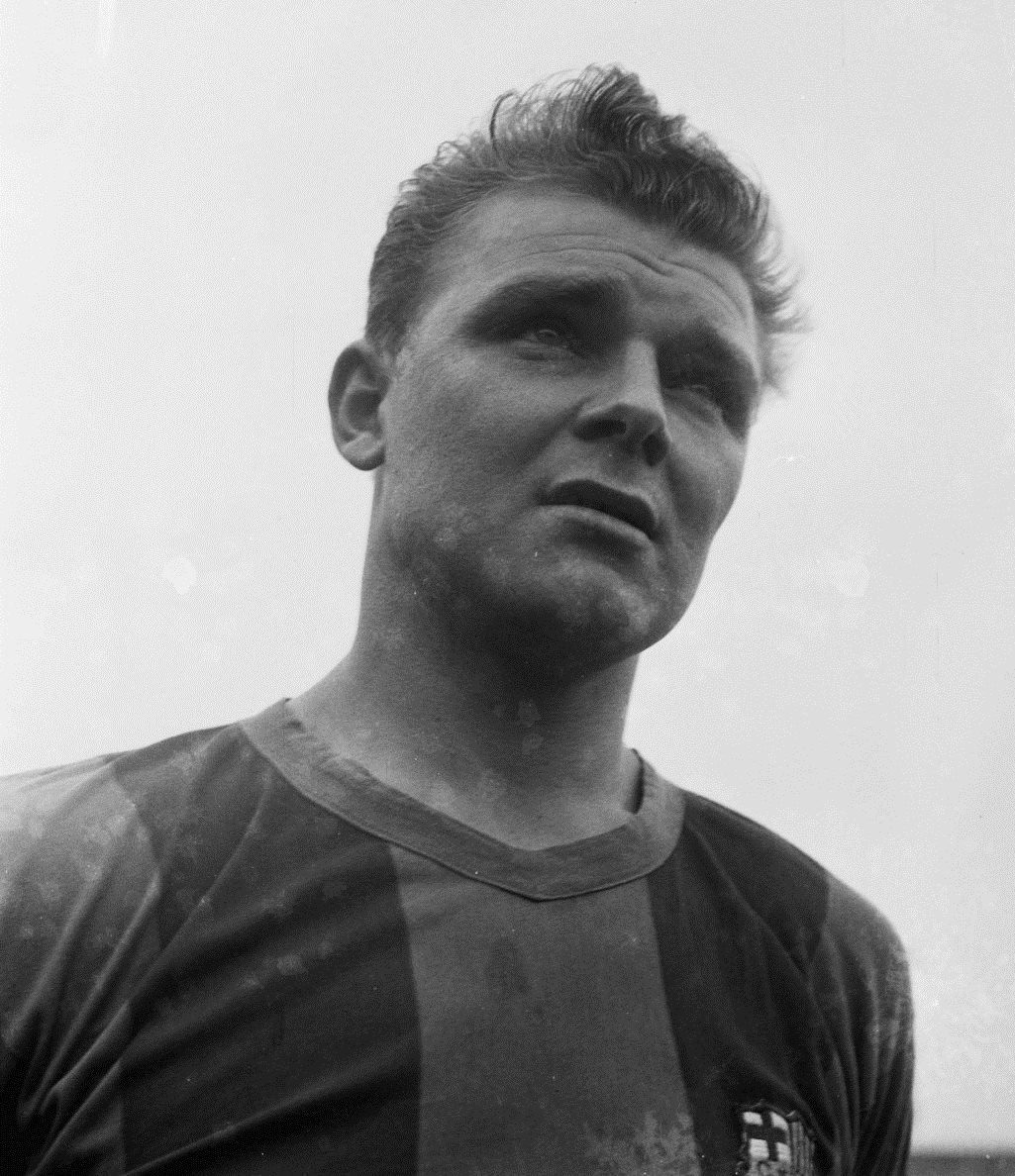
László Kubala giocò sia con la nazionale cecoslovacca (nel 1946-47) sia con quella magiara (nel 1948) prima di espatriare clandestinamente.

Negli anni settanta e ottanta gli incontri fra queste due compagini ebbero una doppia valenza: infatti si fronteggiavano l'Ungheria filo-Sovietica e l'Austria neutrale tendente all'alleanza con gli Stati Uniti.
I recenti risultati danno ragione ai magiari, come la vittoria per 2-1 del 16 agosto 2006 (reti di Kuljic per gli austriaci e Zoltán Gera e András Horváth per gli Ungheresi) e per 2-0 del 14 giugno 2016 durante gli Europei di calcio.
Tra le due tifoserie, come già detto, non vi è assolutamente rivalità né avversione.

### Cecoslovacchia,Rep. CecaeSlovacchia
All'interno del calcio europeo del primo Novecento vi era l'élite danubiana.
Ungheria, Austria e Boemia componevano un triangolo di nazionali all'avanguardia, ma non ancora adatte a sfidare i "maestri" inglesi. Così si organizzavano sfide tra queste tre grandi selezioni dell'Impero austro-ungarico.
Gli ungheresi e i boemi diedero vita a diverse sfide che appassionarono i tifosi del tempo. Successivamente, entrambi i Paesi divennero indipendenti dall'Austria e organizzarono più incontri, che sorrisero più ai magiari che ai neo-cecoslovacchi. Gli atleti ungheresi si imposero più volte su quelli dell'ex-Boemia, vincendo per ben tre volte nella loro storia con cinque gol di scarto (8-3 nel 1937 e 5-0 nel 1950 e nel 1952, sconfitte più pesanti per la Cecoslovacchia stessa).
Dopo la scissione del 1º gennaio 1993 e la successiva divisione in Repubblica Ceca e Slovacchia, sono state raramente giocate partite tra le compagini ex cecoslovacche e quella ungherese degne di nota.

## Record speciali
Record debuttante più giovane
| #  | Nome           | Data debutto    | Avversario  | Età                  |
| -- | -------------- | --------------- | ----------- | -------------------- |
| 1  | József Horváth | 1º aprile 1906  | Boemia      | 16 anni e 90 giorni  |
| 2  | Gyula Bíró     | 7 ottobre 1906  | Boemia      | 16 anni e 150 giorni |
| 3  | György Orth    | 4 novembre 1917 | Austria     | 16 anni e 188 giorni |
| 4  | Károly Zsák    | 12 luglio 1912  | Russia      | 16 anni e 317 giorni |
| 5  | Imre Schlosser | 7 ottobre 1906  | Boemia      | 16 anni e 361 giorni |
| 6  | Antal Vágó     | 5 maggio 1912   | Austria     | 17 anni e 54 giorni  |
| 7  | Jenő Károly    | 5 aprile 1903   | Boemia      | 17 anni e 60 giorni  |
| 8  | József Braun   | 6 ottobre 1918  | Austria     | 17 anni e 222 giorni |
| 9  | Flórián Albert | 28 giugno 1959  | Svezia      | 17 anni e 286 giorni |
| 10 | Ferenc Bene    | 14 ottobre 1962 | Jugoslavia  | 17 anni e 301 giorni |
| 11 | István Tóth    | 9 maggio 1929   | Inghilterra | 17 anni e 305 giorni |

| Record                                | Nome           | Data                          | Avversario      | Cifre record         |
| ------------------------------------- | -------------- | ----------------------------- | --------------- | -------------------- |
| Marcatore più giovane                 | József Horváth | 7 ottobre 1906                | Boemia          | 16 anni e 291 giorni |
| Marcatore più anziano                 | József Bozsik  | 18 aprile 1962                | Uruguay         | 36 anni e 141 giorni |
| Calciatore più longevo                | Imre Schlosser | 7 ottobre 1906-10 aprile 1927 | Boemia- Austria | 20 anni e 185 giorni |
| Calciatore con più gol in una partita | György Sárosi  | 19 settembre 1937             | Cecoslovacchia  | 7 gol                |

## Capitani storici
Questo elenco comprende i calciatori che per un determinato periodo hanno vestito stabilmente la fascia di capitano.
- 1902: Alfréd Hajós
- 1903-1904: József Berán
- 1904-1907: Ferenc Nagy
- 1907-1908: Tivadar Gorszky
- 1908-1913: Sándor Bródy
- 1913-1926: Imre Schlosser
- 1926-1929: Károly Fogl
- 1929-1930: József Fogl
- 1930-1934: Gyula Mándi
- 1934-1936: László Sternberg
- 1936-1943: György Sárosi
- 1944-1945: Attività sportive sospese
- 1945-1946: Sándor Bíró
- 1947: Gyula Zsengellér
- 1947-1949: Ferenc Szusza
- 1950-1956: Ferenc Puskás
- 1957-1958: Nándor Hidegkuti
- 1958-1962: Gyula Grosics
- 1962-1964: Károly Sándor
- 1964-1966: Ferenc Sipos
- 1967-1969: Flórián Albert
- 1970-1975: Ferenc Bene
- 1975-1980: László Fazekas
- 1981-1985: Tibor Nyilasi
- 1987-1991: Imre Garaba
- 1991-1994: Lajos Détári
- 1994-1995: István Kozma
- 1996-1997: János Bánfi
- 1998-2001: Béla Illés
- 2001-2003: Gábor Király
- 2004-2005: Zoltán Gera
- 2006-2007: Pál Dárdai
- 2007-2013: Zoltán Gera
- 2014-2019: Balázs Dzsudzsák
- 2020-2022: Ádám Szalai
- 2022-: Dominik Szoboszlai

## Lista dei commissari tecnici
La nazionale ungherese è stata guidata da 49 commissari tecnici (tra cui Ferenc Stobbe, che è stato il primo e che è tornato in panchina altre due volte) e due commissioni.
- Ferenc Gillemot (1902-1904)
- Ferenc Stobbe (1904-1906)
- Alfréd Hajós (1906)
- Ferenc Stobbe (1907-1908)
- Frigyes Minder (1908-1911)
- Ede Herczog (1911-1914)
- Frigyes Minder (1914-1917)
- Ákos Fehéry (1918-1919)
- Frigyes Minder (1919)
- József Harsády (1920)
- Lajos Tibor (1920)
- Gyula Kiss (1921-1924)
- Ödön Holits (1924)
- Lajos Máriássy (1924-1926)
- Gyula Kiss (1926-1928)
- János Földessy (1928-1929)
- Mihály Pataki (1930)
- Frigyes Minder (1930)
- Lajos Máriássy (1930-1932)
- Ödön Nádas (1932-1934)
- Károly Dietz (1934-1939)
- Dénes Ginzery (1939-1941)
- József Fábián (1941)
- Dénes Ginzery (1941)
- József Fábián (1942)
- Kálmán Vághy (1942-1943)
- Tibor Gallowich (1945-1948)
- Gusztáv Sebes (1949-1956)
- Márton Bukovi (1956-1957)
- Lajos Baróti -  Károly Lakat -  Károly Sós (1957)
- Lajos Baróti (1957-1966)
- Rudolf Illovszky (1966-1967)
- Károly Sós (1968-1969)
- József Hoffer (1970-1971)
- Rudolf Illovszky (1971-1974)
- József Bozsik (1974)
- Ede Moór (1974-1975)
- János Szőcs (1975)
- Lajos Baróti (1975-1978)
- Ferenc Kovács (1978–1979)
- Károly Lakat (1979–1980)
- Kálmán Mészöly (1980–1983)
- György Mezey (1983–1986)
- Imre Komora (1986)
- József Verebes (1987)
- József Garami (1987)
- László Bálint (1988)
- György Mezey (1988)
- Bertalan Bicskei (1989)
- Kálmán Mészöly (1990–1991)
- Róbert Glázer (1991)
- Emerich Jenei (1992–1993)
- Ferenc Puskás (1993)
- József Verebes (1993–1994)
- Kálmán Mészöly (1994–1995)
- János Csank (1996–1997)
- Bertalan Bicskei (1998–2001)
- Imre Gellei (2001–2003)
- Lothar Matthäus (2004–2005)
- Péter Bozsik (2006)
- Péter Várhidi (2006-2008)
- Erwin Koeman (2008-2010)
- Sándor Egervári (2010-2013)
- József Csábi (2013) ad interim
- Attila Pintér (2013-2014)
- Pál Dárdai (2014-2015)
- Bernd Storck (2015-2018)
- Marco Rossi (2018-)

Il seguente elenco somma le presenze da singolo CT (in uno o più periodi) o all'interno di una o più commissioni.
Esempio: il leader della classifica, Lajos Baróti, ha guidato la nazionale ungherese come commissario unico per 137 volte, più 4 in collaborazione con Károly Lakat e Károly Sós, perciò il suo totale è 141.

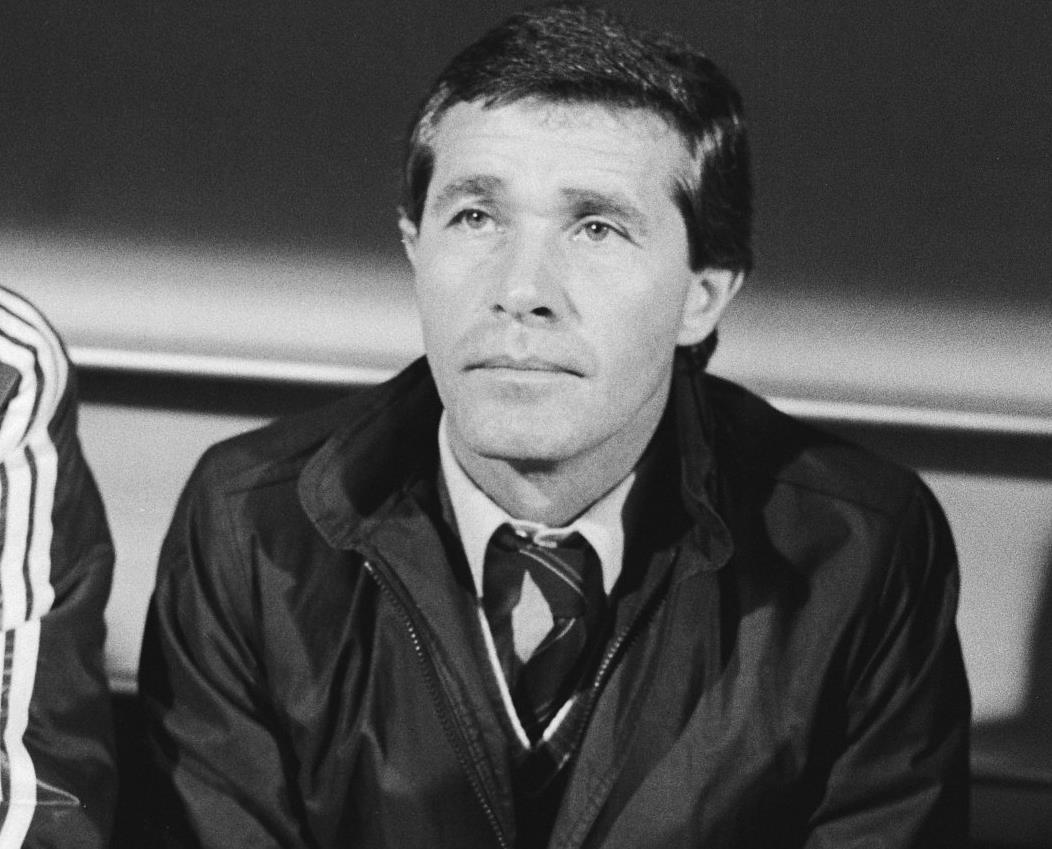
György Mezey, ottavo per presenze da CT, durante Olanda-Ungheria 1-2 (17 ottobre 1984).

Record presenze da CT
| #  | Allenatore       | Pres. |
| -- | ---------------- | ----- |
| 1  | Lajos Baróti     | 141   |
| 2  | Marco Rossi      | 73    |
| 3  | Gusztáv Sebes    | 66    |
| 4  | Kálmán Mészöly   | 60    |
| 5  | Bertalan Bicskei | 45    |
| 6  | Károly Dietz     | 41    |
| 7  | Gyula Kiss       | 40    |
| 8  | Rudolf Illovszky | 39    |
| 9  | György Mezey     | 35    |
| 10 | Sándor Egervári  | 34    |

## Confronti con le altre Nazionali
Aggiornato al 7 settembre 2014
| Avversario           | Giocate | Vinte | Pari | Perse | Reti fatte | Reti subite | Differenza reti |
| -------------------- | ------- | ----- | ---- | ----- | ---------- | ----------- | --------------- |
| Albania              | 6       | 5     | 1    | 0     | 19         | 0           | +19             |
| Algeria              | 1       | 1     | 0    | 0     | 3          | 1           | +2              |
| Andorra              | 2       | 2     | 0    | 0     | 7          | 0           | +7              |
| Antigua e Barbuda    | 1       | 1     | 0    | 0     | 3          | 0           | +3              |
| Argentina            | 7       | 1     | 1    | 5     | 6          | 15          | −9              |
| Armenia              | 1       | 1     | 0    | 0     | 2          | 0           | +2              |
| Australia            | 2       | 0     | 0    | 2     | 1          | 6           | −5              |
| Austria              | 136     | 66    | 30   | 40    | 297        | 252         | +45             |
| Azerbaigian          | 5       | 5     | 0    | 0     | 15         | 1           | +14             |
| Bielorussia          | 1       | 0     | 0    | 1     | 2          | 5           | −3              |
| Belgio               | 13      | 2     | 3    | 8     | 17         | 28          | −9              |
| Bolivia              | 2       | 2     | 0    | 0     | 9          | 2           | +7              |
| Bosnia ed Erzegovina | 4       | 2     | 2    | 0     | 6          | 3           | +3              |
| Brasile              | 5       | 3     | 1    | 1     | 11         | 7           | +4              |
| Bulgaria             | 22      | 12    | 5    | 5     | 52         | 24          | +28             |
| Canada               | 2       | 2     | 0    | 0     | 3          | 0           | +3              |
| Cile                 | 2       | 0     | 1    | 1     | 1          | 5           | −4              |
| Cina                 | 1       | 0     | 0    | 1     | 1          | 2           | −1              |
| Colombia             | 1       | 1     | 0    | 0     | 3          | 1           | +2              |
| Corea del Sud        | 2       | 2     | 0    | 0     | 10         | 0           | +10             |
| Croazia              | 9       | 1     | 5    | 3     | 7          | 14          | −7              |
| Cipro                | 7       | 6     | 0    | 1     | 13         | 5           | +8              |
| Danimarca            | 16      | 9     | 4    | 3     | 40         | 16          | +24             |
| Germania Est         | 17      | 9     | 4    | 4     | 30         | 17          | +13             |
| El Salvador          | 2       | 1     | 1    | 0     | 11         | 2           | +9              |
| Egitto               | 4       | 2     | 1    | 1     | 9          | 5           | +4              |
| Inghilterra          | 22      | 5     | 2    | 15    | 30         | 56          | −26             |
| Estonia              | 2       | 1     | 0    | 1     | 5          | 1           | +4              |
| Finlandia            | 13      | 9     | 3    | 1     | 42         | 9           | +33             |
| Francia              | 22      | 12    | 2    | 8     | 47         | 31          | +16             |
| Galles               | 10      | 3     | 2    | 5     | 14         | 15          | −1              |
| Georgia              | 2       | 1     | 0    | 1     | 5          | 4           | +1              |
| Germania             | 33      | 11    | 10   | 12    | 64         | 69          | −5              |
| Giappone             | 2       | 2     | 0    | 0     | 4          | 2           | +2              |
| Grecia               | 17      | 4     | 5    | 8     | 30         | 26          | +4              |
| India                | 1       | 1     | 0    | 0     | 2          | 1           | +1              |
| Iran                 | 4       | 4     | 0    | 0     | 11         | 1           | +10             |
| Irlanda              | 12      | 5     | 5    | 2     | 25         | 18          | +7              |
| Irlanda del Nord     | 5       | 4     | 0    | 1     | 6          | 2           | +4              |
| Islanda              | 10      | 7     | 0    | 3     | 21         | 10          | +11             |
| Israele              | 5       | 1     | 2    | 2     | 3          | 5           | −2              |
| Italia               | 34      | 9     | 9    | 16    | 49         | 56          | −7              |
| Kazakistan           | 1       | 1     | 0    | 0     | 3          | 0           | +3              |
| Kuwait               | 1       | 1     | 0    | 0     | 1          | 0           | +1              |
| Lettonia             | 5       | 4     | 0    | 1     | 11         | 6           | +5              |
| Libano               | 1       | 1     | 0    | 0     | 4          | 1           | +3              |
| Liechtenstein        | 3       | 2     | 1    | 0     | 10         | 0           | +10             |
| Lituania             | 4       | 3     | 1    | 0     | 10         | 2           | +8              |
| Lussemburgo          | 10      | 10    | 0    | 0     | 47         | 10          | +37             |
| Macedonia del Nord   | 3       | 2     | 1    | 0     | 6          | 0           | +6              |
| Malta                | 12      | 9     | 2    | 1     | 28         | 6           | +22             |
| Messico              | 7       | 1     | 1    | 5     | 6          | 15          | −9              |
| Moldavia             | 7       | 4     | 2    | 1     | 10         | 6           | +4              |
| Montenegro           | 2       | 0     | 1    | 1     | 4          | 5           | −1              |
| Norvegia             | 17      | 7     | 5    | 5     | 32         | 19          | +13             |
| Nuova Zelanda        | 3       | 3     | 0    | 0     | 6          | 2           | +4              |
| Paesi Bassi          | 17      | 5     | 2    | 10    | 29         | 53          | −22             |
| Perù                 | 2       | 0     | 0    | 2     | 3          | 5           | −2              |
| Polonia              | 32      | 20    | 4    | 8     | 87         | 39          | +48             |
| Portogallo           | 10      | 0     | 3    | 7     | 7          | 23          | −16             |
| Qatar                | 3       | 2     | 1    | 0     | 8          | 2           | +6              |
| Rep. Ceca            | 47      | 23    | 13   | 11    | 106        | 77          | +29             |
| Romania              | 23      | 11    | 6    | 7     | 47         | 31          | +16             |
| Russia               | 27      | 6     | 8    | 13    | 44         | 44          | 0               |
| San Marino           | 4       | 4     | 0    | 0     | 19         | 0           | +19             |
| Scozia               | 10      | 5     | 2    | 3     | 19         | 14          | +5              |
| Serbia               | 32      | 15    | 9    | 8     | 58         | 54          | +4              |
| Slovacchia           | 4       | 0     | 2    | 2     | 1          | 3           | −2              |
| Slovenia             | 4       | 1     | 0    | 3     | 3          | 5           | −2              |
| Spagna               | 13      | 3     | 5    | 5     | 18         | 21          | −3              |
| Stati Uniti          | 3       | 1     | 1    | 1     | 2          | 2           | 0               |
| Svezia               | 44      | 18    | 10   | 16    | 90         | 76          | +14             |
| Svizzera             | 44      | 30    | 5    | 9     | 127        | 58          | +69             |
| Turchia              | 13      | 7     | 2    | 4     | 32         | 16          | +16             |
| Ucraina              | 2       | 2     | 0    | 0     | 5          | 2           | +3              |
| Uruguay              | 3       | 1     | 2    | 0     | 6          | 4           | +2              |
| Arabia Saudita       | 2       | 0     | 2    | 0     | 2          | 2           | 0               |
| Emirati Arabi Uniti  | 2       | 2     | 0    | 0     | 6          | 1           | +5              |
| Giordania            | 1       | 0     | 1    | 0     | 1          | 1           | 0               |

## Palmarès

### Tornei internazionali
- Coppa Internazionale: 1

1948-1953

### Tornei amichevoli
- Coppa dei Balcani: 1

1947
- Kirin Cup: 1

1993
- Coppa Nehru: 2

1983, 1989
- Tornei internazionali in Algeria: 1

1967
- Triangular de Oro 1980: 1

1980

## Partecipazioni ai tornei internazionali
Legenda: Grassetto: Risultato migliore, Corsivo: Mancate partecipazioni

NOTA: Per le informazioni sui risultati ai Giochi Olimpici nelle edizioni successive al 1948 visionare la pagina della Nazionale olimpica.

## Statistiche dettagliate sui tornei internazionali

### Campionato mondiale
| Anno | Luogo                    | Piazzamento      | V | N | P | Gol   |
| ---- | ------------------------ | ---------------- | - | - | - | ----- |
| 1930 | Uruguay                  | Non partecipante | - | - | - | -     |
| 1934 | Italia                   | Quarti di finale | 1 | 0 | 1 | 5:4   |
| 1938 | Francia                  | Secondo posto    | 3 | 0 | 1 | 15:5  |
| 1950 | Brasile                  | Non partecipante | - | - | - | -     |
| 1954 | Svizzera                 | Secondo posto    | 4 | 0 | 1 | 27:10 |
| 1958 | Svezia                   | Primo turno      | 1 | 1 | 2 | 7:5   |
| 1962 | Cile                     | Quarti di finale | 2 | 1 | 1 | 8:3   |
| 1966 | Inghilterra              | Quarti di finale | 2 | 0 | 2 | 8:7   |
| 1970 | Messico                  | Non qualificata  | - | - | - | -     |
| 1974 | Germania Ovest           | Non qualificata  | - | - | - | -     |
| 1978 | Argentina                | Primo turno      | 0 | 0 | 3 | 3:8   |
| 1982 | Spagna                   | Primo turno      | 1 | 1 | 1 | 12:6  |
| 1986 | Messico                  | Primo turno      | 1 | 0 | 2 | 2:9   |
| 1990 | Italia                   | Non qualificata  | - | - | - | -     |
| 1994 | Stati Uniti              | Non qualificata  | - | - | - | -     |
| 1998 | Francia                  | Non qualificata  | - | - | - | -     |
| 2002 | Corea del Sud / Giappone | Non qualificata  | - | - | - | -     |
| 2006 | Germania                 | Non qualificata  | - | - | - | -     |
| 2010 | Sudafrica                | Non qualificata  | - | - | - | -     |
| 2014 | Brasile                  | Non qualificata  | - | - | - | -     |
| 2018 | Russia                   | Non qualificata  | - | - | - | -     |
| 2022 | Qatar                    | Non qualificata  | - | - | - | -     |

### Campionato europeo
| Anno | Luogo                | Piazzamento      | V | N | P | Gol |
| ---- | -------------------- | ---------------- | - | - | - | --- |
| 1960 | Francia              | Non qualificata  | - | - | - | -   |
| 1964 | Spagna               | Terzo posto      | 1 | 0 | 1 | 4:3 |
| 1968 | Italia               | Non qualificata  | - | - | - | -   |
| 1972 | Belgio               | Quarto posto     | 0 | 0 | 2 | 1:3 |
| 1976 | Jugoslavia           | Non qualificata  | - | - | - | -   |
| 1980 | Italia               | Non qualificata  | - | - | - | -   |
| 1984 | Francia              | Non qualificata  | - | - | - | -   |
| 1988 | Germania Ovest       | Non qualificata  | - | - | - | -   |
| 1992 | Svezia               | Non qualificata  | - | - | - | -   |
| 1996 | Inghilterra          | Non qualificata  | - | - | - | -   |
| 2000 | Belgio / Paesi Bassi | Non qualificata  | - | - | - | -   |
| 2004 | Portogallo           | Non qualificata  | - | - | - | -   |
| 2008 | Austria / Svizzera   | Non qualificata  | - | - | - | -   |
| 2012 | Polonia / Ucraina    | Non qualificata  | - | - | - | -   |
| 2016 | Francia              | Ottavi di finale | 1 | 2 | 1 | 6:8 |
| 2020 | Europa               | Primo turno      | 0 | 2 | 1 | 3:6 |
| 2024 | Germania             | Primo turno      | 1 | 0 | 2 | 2:5 |

### Confederations Cup
| Anno | Luogo                    | Piazzamento     | V | N | P | Gol |
| ---- | ------------------------ | --------------- | - | - | - | --- |
| 1992 | Arabia Saudita           | Non invitata    | - | - | - | -   |
| 1995 | Arabia Saudita           | Non invitata    | - | - | - | -   |
| 1997 | Arabia Saudita           | Non qualificata | - | - | - | -   |
| 1999 | Messico                  | Non qualificata | - | - | - | -   |
| 2001 | Corea del Sud / Giappone | Non qualificata | - | - | - | -   |
| 2003 | Francia                  | Non qualificata | - | - | - | -   |
| 2005 | Germania                 | Non qualificata | - | - | - | -   |
| 2009 | Sudafrica                | Non qualificata | - | - | - | -   |
| 2013 | Brasile                  | Non qualificata | - | - | - | -   |
| 2017 | Russia                   | Non qualificata | - | - | - | -   |

### Nations League
| Anno      | Luogo       | Piazzamento   | V | N | P | Gol  |
| --------- | ----------- | ------------- | - | - | - | ---- |
| 2018-2019 | Portogallo  | 7° in Lega C  | 3 | 1 | 2 | 9:6  |
| 2020-2021 | Italia      | 4° in Lega B  | 3 | 2 | 1 | 7:4  |
| 2022-2023 | Paesi Bassi | 8° in Lega A  | 3 | 1 | 2 | 8:5  |
| 2024-2025 | Germania    | 11° in Lega A | 1 | 3 | 4 | 5:17 |

### Giochi olimpici
| Anno | Luogo     | Piazzamento      | V | N | P | Gol |
| ---- | --------- | ---------------- | - | - | - | --- |
| 1908 | Londra    | Ritirata         | - | - | - | -   |
| 1912 | Stoccolma | Quarti di finale | 0 | 0 | 1 | 0:7 |
| 1920 | Anversa   | Non partecipante | - | - | - | -   |
| 1924 | Parigi    | Ottavi di finale | 1 | 0 | 1 | 5:3 |
| 1928 | Amsterdam | Non partecipante | - | - | - | -   |
| 1936 | Berlino   | Ottavi di finale | 0 | 0 | 1 | 0:3 |
| 1948 | Londra    | Non partecipante | - | - | - | -   |

### Coppa Internazionale
| Anni      | Piazzamento   | V | N | P | Gol   |
| --------- | ------------- | - | - | - | ----- |
| 1927–1930 | Quarto posto  | 4 | 1 | 3 | 20:23 |
| 1931–1932 | Terzo posto   | 2 | 4 | 2 | 17:15 |
| 1933–1935 | Terzo posto   | 3 | 3 | 2 | 17:16 |
| 1936–1938 | Non terminata | 5 | 0 | 2 | 24:15 |
| 1948–1953 | Campione      | 5 | 1 | 2 | 27:17 |
| 1955–1960 | Secondo posto | 6 | 3 | 1 | 34:16 |

## Tutte le rose

### Mondiali
Coppa del Mondo FIFA 1934P Háda, P A. Szabó, D Bíró, D Futó, D Rozgonyi, D Sternberg, D Vágó, C Dudás, C Lázár, C Móré, C Palotás, C Polgár, C Somlai, C Szalay, C Szűcs, C Turay, A Avar, A Kemény, A Markos, A Sárosi, A G. Szabó, A Tamássy, A Teleki, A Toldi, A Vincze, CT: Nádas
Coppa del Mondo FIFA 1938P Háda, P Pálinkás, P Szabó, D S. Bíró, D Korányi, C Balogh, C Dudás, C Lázár, C Polgár, C B. Sárosi, C Szalay, C Szűcs, C Turay, A M. Bíró, A Cseh, A Kohut, A G. Sárosi, A Sas, A Titkos, A Toldi, A Vincze, A Zsengellér, CT: Dietz e Schaffer
Coppa del Mondo FIFA 19541 Grosics, 2 Buzánszky, 3 Lóránt, 4 Lantos, 5 Bozsik, 6 Zakariás, 7 J. Tóth, 8 Kocsis, 9 Hidegkuti, 10 Puskás, 11 Czibor, 12 Kárpáti, 13 Várhidi, 14 Kovács, 15 Szojka, 16 Budai, 17 Machos, 18 Csordás, 19 Palotás, 20 M. Tóth, 21 Gellér, 22 Gulyás, CT: Sebes
Coppa del Mondo FIFA 19581 Grosics, 2 Mátrai, 3 Sipos, 4 Sárosi, 5 Bozsik, 6 Berendi, 7 Budai, 8 Tichy, 9 Hidegkuti, 10 Bundzsák, 11 Sándor, 12 Kárpáti, 13 Szigeti, 14 Szojka, 15 Kotász, 16 Lachos, 17 Vasas, 18 Monostori, 19 Friedmanszky, 20 Bencsics, 21 Fenyvesi, 22 Ilku, CT: Baróti
Coppa del Mondo FIFA 19621 Grosics, 2 Mátrai, 3 Mészöly, 4 Sárosi, 5 Solymosi, 6 Sipos, 7 Sándor, 8 Göröcs, 9 Albert, 10 Tichy, 11 Fenyvesi, 12 Sóvári, 13 Ihász, 14 Nagy, 15 Menczel, 16 Farkas, 17 Rákosi, 18 Monostori, 19 Kuhárszki, 20 Bödör, 21 Szentmihályi, 22 Ilku, CT: Baróti
Coppa del Mondo FIFA 19661 Szentmihályi, 2 Káposzta, 3 Mátrai, 4 Sóvári, 5 Mészöly, 6 Sipos, 7 Bene, 8 Varga, 9 Albert, 10 Farkas, 11 Rákosi, 12 Fenyvesi, 13 Mathesz, 14 I. Nagy, 15 Molnár, 16 Tichy, 17 Szepesi, 18 Ihász, 19 Puskás, 20 A. Nagy, 21 Gelei, 22 Géczi, CT: Baróti
Coppa del Mondo FIFA 19781 Gujdár, 2 Török, 3 Kocsis, 4 J. Tóth, 5 Zombori, 6 Kereki, 7 Fazekas, 8 Nyilasi, 9 Törőcsik, 10 Pintér, 11 Váradi, 12 Martos, 13 Csapó, 14 Bálint, 15 Rab, 16 Halász, 17 Pusztai, 18 Nagy, 19 A. Tóth, 20 Fülöp, 21 Mészáros, 22 Kovács, CT: Baróti
Coppa del Mondo FIFA 19821 Mészáros, 2 Martos, 3 Bálint, 4 Tóth, 5 Müller, 6 Garaba, 7 Fazekas, 8 Nyilasi, 9 Törőcsik, 10 L. Kiss, 11 Pölöskei, 12 Szentes, 13 Rab, 14 Sallai, 15 Bodonyi, 16 Csongrádi, 17 Csapó, 18 Kerekes, 19 Varga, 20 Csuhay, 21 Katzirz, 22 I. Kiss, CT: Mészöly
Coppa del Mondo FIFA 19861 P. Disztl, 2 Sallai, 3 Róth, 4 Varga, 5 Kardos, 6 Garaba, 7 Kiprich, 8 A. Nagy, 9 Dajka, 10 Détári, 11 Esterházy, 12 Csuhay, 13 L. Disztl, 14 Péter, 15 Hannich, 16 J. Nagy, 17 Burcsa, 18 Szendrei, 19 Bognár, 20 Kovács, 21 Hajszán, 22 Andrusch, CT: Mezey

### Europei
Campionato d’Europa UEFA 1964P Gelei, P Szentmihályi, D Ihász, D Mátrai, D Mészöly, D Novák, D Sárosi, C Nagy, C Rákosi, C Sipos, C Solymosi, A Albert, A Bene, A Farkas, A Fenyvesi, A Komora, A Tichy, A Varga, CT: Baróti
Campionato d’Europa UEFA 1972P Géczi, P Rapp, D Bálint, D Fábián, D P. Juhász, D Páncsics, C I. Juhász, C Kocsis, C Kovács, C Kozma, C Kű, C Szőke, A Albert, A Bene, A Dunai, A Szűcs, A Zámbó, CT: Illovszky
Campionato d’Europa UEFA 20161 Király, 2 Lang, 3 Korhut, 4 Kádár, 5 Fiola, 6 Elek, 7 Dzsudzsák, 8 Nagy, 9 Szalai, 10 Gera, 11 Németh, 12 Dibusz, 13 Böde, 14 Lovrencsics, 15 Kleinheisler, 16 Pintér, 17 Nikolić, 18 Stieber, 19 Priskin, 20 Guzmics, 21 Bese, 22 Gulácsi, 23 Juhász, CT: Storck
Campionato d'Europa UEFA 20201 Gulácsi, 2 Lang, 3 Kecskés, 4 At. Szalai, 5 Fiola, 6 Orbán, 7 Nego, 8 Nagy, 9 Ád. Szalai, 10 Cseri, 11 Holender, 12 Dibusz, 13 Schäfer, 14 Lovrencsics, 15 Kleinheisler, 16 Gazdag, 17 R. Varga, 18 Sigér, 19 K. Varga, 20 Sallai, 21 Botka, 22 Bogdán, 23 Nikolić, 24 Schön, 25 Hahn, 26 Bolla, CT: Rossi
Campionato d'Europa UEFA 20241 Gulácsi, 2 Lang, 3 Balogh, 4 Szalai, 5 Fiola, 6 Orbán, 7 Nego, 8 A. Nagy, 9 Ádám, 10 Szoboszlai, 11 Kerkez, 12 Dibusz, 13 Schäfer, 14 Bolla, 15 Kleinheisler, 16 Gazdag, 17 Styles, 18 Z. Nagy, 19 Varga, 20 Sallai, 21 Botka, 22 Szappanos, 23 Csoboth, 24 Dárdai, 25 Horváth, 26 Kata, CT: Rossi

### Giochi olimpici
Calcio ai Giochi Olimpici Estivi 1912P Domonkos, P Zsák, D Bródy, D Payer, D Révész, D Rumbold, C Bíró, C Blum, C Károly, C Szüry, C Vágó, A Bodnár, A Borbás, A Fekete, A Kertész, A Pataki, A Sebestyén, A Schlosser, A Tóth, CT: Herczog
Calcio ai Giochi Olimpici Estivi 1924P Biri, P Kropacsek, P Zsák, D J. Fogl, D K. Fogl, D Grósz, D Mándi, D Nádler, C Blum, C Guttmann, C Hajós, C Obitz, C Orth, C Tóth, A Braun, A Eisenhoffer, A Hirzer, A Jeny, A Molnár, A Opata, A Takács, A Weisz, CT: Kiss
Calcio ai Giochi Olimpici Estivi 1936P Régi, P Simon, D Berta, D Horváth, D Kőműves, D Kovács, C Beer, C Bonyhai, C Honti, C Keszei, C Király, C Kolláth, C Lágler, A Bérczes, A Csutorás, A Kállai, A Karácsonyi, A Kiss, A Krivicz, A Pósa, A Soproni, A Tóth, CT: Opata
NOTA: per le informazioni sulle rose successive al 1948 visionare la pagina della Nazionale olimpica.

### Coppa Internazionale
Coppa Internazionale 1927-1930P Aknai, P Amsel, P Biri, P Dénes, P Újvári, P Weinhardt, D Emődi, D J. Fogl, D K. Fogl, D Korányi, D Mándi, D Nagy, D Senkey, D Sternberg, C Berkessy, C Borsányi, C Furmann, C Kalmár, C Kléber, C Obitz, C Pesovnik, C Pruha, C Ströck, C Turay, C Vámos, C Weber, A Bukovi, A Hirzer, A Holzbauer, A Kohut, A Konrád, A Markos, A Opata, A Takács, A Toldi, CT: G. Kiss — T. Kiss — Földessy — Pataki
Coppa Internazionale 1931-1932P Aknai, P Amsel, P Gallina, P Háda, P Hóri, P Huber, P Újvári, D Dudás, D Kocsis, D Korányi, D Mándi, D Török, C Borsányi, C Kalmár, C Kárpáti, C Kléber, C Lázár, C Lyka, C Polgár, C Ströck, C Turay, A Avar, A Baratky, A Cseh, A Dömötör, A Hirzer, A Nemes, A Sárosi, A Spitz, A Szabó, A Takács, A Tänzer, A Titkos, A Toldi, CT: Máriássy
Coppa Internazionale 1933-1935P Háda, P Hóri, P Szabó, D Bíró, D Dudás, D Futó, D Korányi, D Sternberg, D Vágó, C Lázár, C Móré, C Palotás, C Polgár, C Seres, C Szalay, C Szűcs, C Turay, A Avar, A Cseh, A Kemény, A Kiss, A Markos, A Mikes, A Pusztai, A Rökk, A Sárosi, A Serényi, A Takács, A Tamássy, A Teleki, A Titkos, A Toldi, A Vincze, CT: Nádas — Dietz
Coppa Internazionale 1936-1938P Szabó, P Pálinkás, P Csikós, D Polgár, D Fekete, D Futó, D Bíró, D Korányi, D Miklósi, D Gyarmati, C Seres, C Szűcs, C Lázár, C Szalay, C Dudás, C Magda, C Turay, C Balogh, A Sas, A Vincze, A Cseh, A Titkos, A Toldi, A Kállai, A Sárosi, A Kocsis, A Zsengellér, A Kemény, A Béky, A Kiss, CT: Dietz
Coppa Internazionale 1948-1953P Károlyi, P Henni, P Turai, P Grosics, D Lóránt, D Buzánszky, D Rudas, D Kónya, D Szűcs, D Kispéter, D Balogh, D Börzsei, D Lantos, C Czibor, C Bozsik, C Marik, C Tagányi, C Rákosi, C Nagy, C Kovács, C Kéri, C Nagymarosi, C Zakariás, C Lakat, C Budai, A Szilágyi, A Kocsis, A Hidegkuti, A Palotás, A Egresi, A Szusza, A Deák, A Puskás, A Gőcze, A Tóth, A Sándor, CT: commissione tecnica — Sebes
Coppa Internazionale 1955-1960P Oláh, P Fazekas, P Faragó, P Gellér, P Grosics, D Buzánszky, D Lóránt, D Lantos, D Várhidi, D Kárpáti, D Dudás, D Takács, D Mátrai, D Teleki, D Börzsei, D Novák, D Bundzsák, D Sárosi, C Bozsik, C Szojka, C Fenyvesi, C Raduly, C Czibor, C Kotász, C Berendi, C Budai, C Sipos, C Göröcs, C Szimcsák, A Albert, A Kertász, A Machos, A Tichy, A Sándor, A Kocsis, A Hidegkuti, A Puskás, A Tóth, CT: Sebes — Bukovi — commissione tecnica  — Baróti

## Rosa attuale
Lista dei giocatori convocati per le gare di play-off di UEFA Nations League 2024-2025 del 20 e 23 marzo 2025.
Presenze e reti aggiornate al termine delle due gare.
|  | P | Péter Gulácsi      | 6 maggio 1990     | 58 | -83 | RB Lipsia              |  |  |
|  | P | Dénes Dibusz       | 16 novembre 1990  | 43 | -40 | Ferencváros            |  |  |
|  | P | Péter Szappanos    | 14 novembre 1990  | 1  | 0   | Paks                   |  |  |
|  | P | Krisztián Hegyi    | 24 settembre 2002 | 0  | 0   | Debrecen               |  |  |
|  |   |                    |                   |    |     |                        |  |  |
|  | D | Attila Fiola       | 17 febbraio 1990  | 64 | 2   | Újpest                 |  |  |
|  | D | Willi Orbán        | 3 settembre 1992  | 56 | 6   | RB Lipsia              |  |  |
|  | D | Attila Szalai      | 20 gennaio 1998   | 47 | 1   | Standard Liegi         |  |  |
|  | D | Endre Botka        | 25 aprile 1994    | 30 | 1   | Kecskemét              |  |  |
|  | D | Márton Dárdai      | 12 febbraio 2002  | 13 | 0   | Hertha Berlino         |  |  |
|  | D | Botond Balogh      | 6 giugno 2002     | 7  | 0   | Parma                  |  |  |
|  | D | Attila Osváth      | 10 dicembre 1995  | 1  | 0   | Paks                   |  |  |
|  |   |                    |                   |    |     |                        |  |  |
|  | C | Dominik Szoboszlai | 25 ottobre 2000   | 53 | 15  | Liverpool              |  |  |
|  | C | Loïc Nego          | 15 gennaio 1991   | 40 | 2   | Le Havre               |  |  |
|  | C | András Schäfer     | 13 aprile 1999    | 35 | 4   | Union Berlino          |  |  |
|  | C | Zsolt Nagy         | 25 marzo 1993     | 29 | 3   | Puskás Akadémia        |  |  |
|  | C | Bendegúz Bolla     | 22 novembre 1999  | 26 | 0   | Rapid Vienna           |  |  |
|  | C | Milos Kerkez       | 7 novembre 2003   | 23 | 0   | Bournemouth            |  |  |
|  | C | Bálint Vécsei      | 13 luglio 1993    | 13 | 2   | Paks                   |  |  |
|  | C | Tamás Nikitscher   | 3 novembre 1999   | 8  | 0   | Real Valladolid        |  |  |
|  | C | Mihály Kata        | 13 aprile 2002    | 5  | 0   | MTK Budapest           |  |  |
|  | C | Bence Dárdai       | 24 gennaio 2006   | 1  | 0   | Wolfsburg              |  |  |
|  | C | Alex Tóth          | 23 ottobre 2005   | 1  | 0   | Ferencváros            |  |  |
|  |   |                    |                   |    |     |                        |  |  |
|  | A | Roland Sallai      | 22 maggio 1997    | 58 | 14  | Galatasaray            |  |  |
|  | A | Dániel Gazdag      | 2 marzo 1996      | 29 | 4   | Philadelphia Union     |  |  |
|  | A | Barnabás Varga     | 25 ottobre 1994   | 22 | 7   | Ferencváros            |  |  |
|  | A | Kevin Csoboth      | 20 giugno 2000    | 17 | 1   | San Gallo              |  |  |
|  | A | Levente Szabó      | 29 agosto 1995    | 2  | 0   | Eintracht Braunschweig |  |  |

## Record individuali
Dati aggiornati al 26 marzo 2025.
- In grassetto i giocatori ancora in attività in nazionale.

### Record presenze
| Posizione | Giocatore        | Presenze | Reti | Periodo   |
| --------- | ---------------- | -------- | ---- | --------- |
| 1         | Balázs Dzsudzsák | 109      | 21   | 2007-2022 |
| 2         | Gábor Király     | 108      | 0    | 1998-2016 |
| 3         | József Bozsik    | 101      | 11   | 1947-1962 |
| 4         | Zoltán Gera      | 97       | 26   | 2002-2017 |
| 5         | Roland Juhász    | 95       | 6    | 2004-2016 |
| 6         | László Fazekas   | 92       | 20   | 1968-1983 |
| 7         | Ádám Nagy        | 88       | 2    | 2015-     |
| 8         | Ádám Szalai      | 86       | 26   | 2009-2022 |
| 8         | Gyula Grosics    | 86       | 0    | 1947-1962 |
| 10        | Ferenc Puskás    | 85       | 84   | 1945-1956 |

### Record reti
| Posizione | Giocatore        | Reti | Presenze | Periodo   |
| --------- | ---------------- | ---- | -------- | --------- |
| 1         | Ferenc Puskás    | 84   | 85       | 1945-1956 |
| 2         | Sándor Kocsis    | 75   | 68       | 1948-1956 |
| 3         | Imre Schlosser   | 59   | 68       | 1906-1927 |
| 4         | Lajos Tichy      | 51   | 72       | 1955-1971 |
| 5         | György Sárosi    | 42   | 62       | 1931-1943 |
| 6         | Nándor Hidegkuti | 39   | 69       | 1945-1958 |
| 7         | Ferenc Bene      | 36   | 76       | 1962-1979 |
| 8         | Gyula Zsengellér | 32   | 39       | 1936-1947 |
| 8         | Tibor Nyilasi    | 32   | 70       | 1975-1985 |
| 10        | Flórián Albert   | 31   | 77       | 1969-1974 |

## Staff tecnico
| Commissario tecnico       | Marco Rossi       |
| Allenatore in seconda     | Cosimo Inguscio   |
| Allenatore in seconda     | Zoltán Gera       |
| Allenatore dei portieri   | István Kövesfalvi |
| Team manager              | József Bazsánt    |
| Fisioterapista            | Luigi Febbrari    |
| Fisioterapista            | Gábor Schuth      |
| Medico di squadra         | Dr. Ádám Szilas   |
| Addetto stampa            | Gergő Szabó       |
| Massaggiatore             | Tamás Halmai      |
| Responsabile della divisa | László Hegyesi    |